# Liste d'artistes de jungle et drum and bass
Voici une liste d'artistes de jungle et drum and bass triée alphabétiquement par nom d'artiste.

## 0-9
- 4hero[1],[2],[3]

Début de page

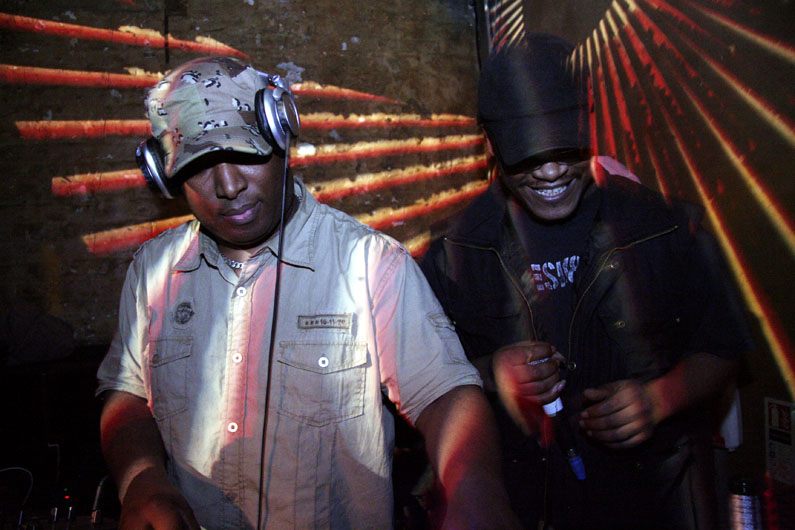
4hero en 2007.

## A
- A Guy Called Gerald[1],[4]
- Adam F[2],[5],[6]
- Andy C[2],[7],[8],[9],[10]
- Aphex Twin[2]
- Aphrodite[1],[2],[11]
- Aquasky[1],[2]
- Asian Dub Foundation[12]

Début de page

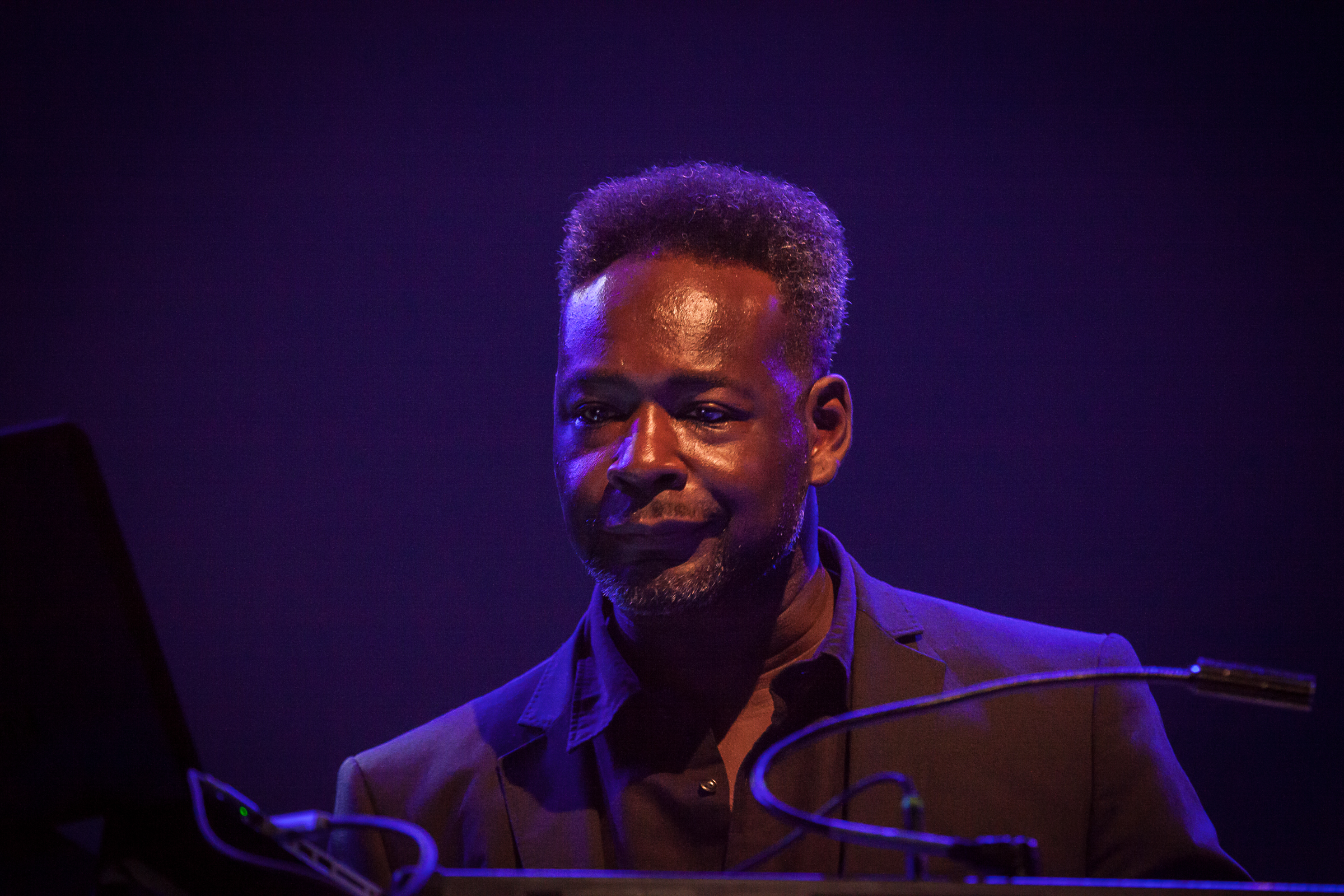
A Guy Called Gerald au Royal Festival Hall en 2014.
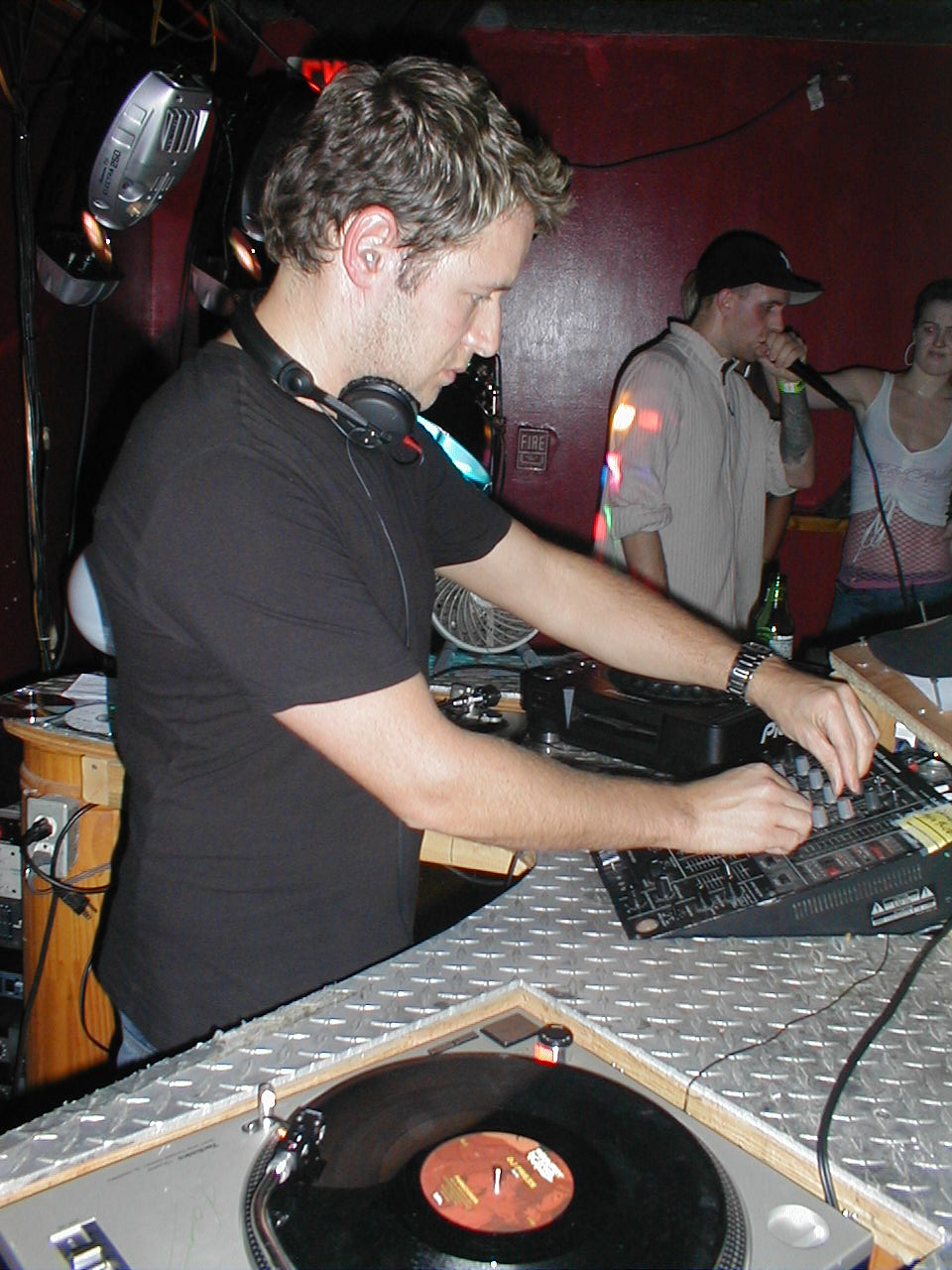
Adam F à New Haven en 2006.
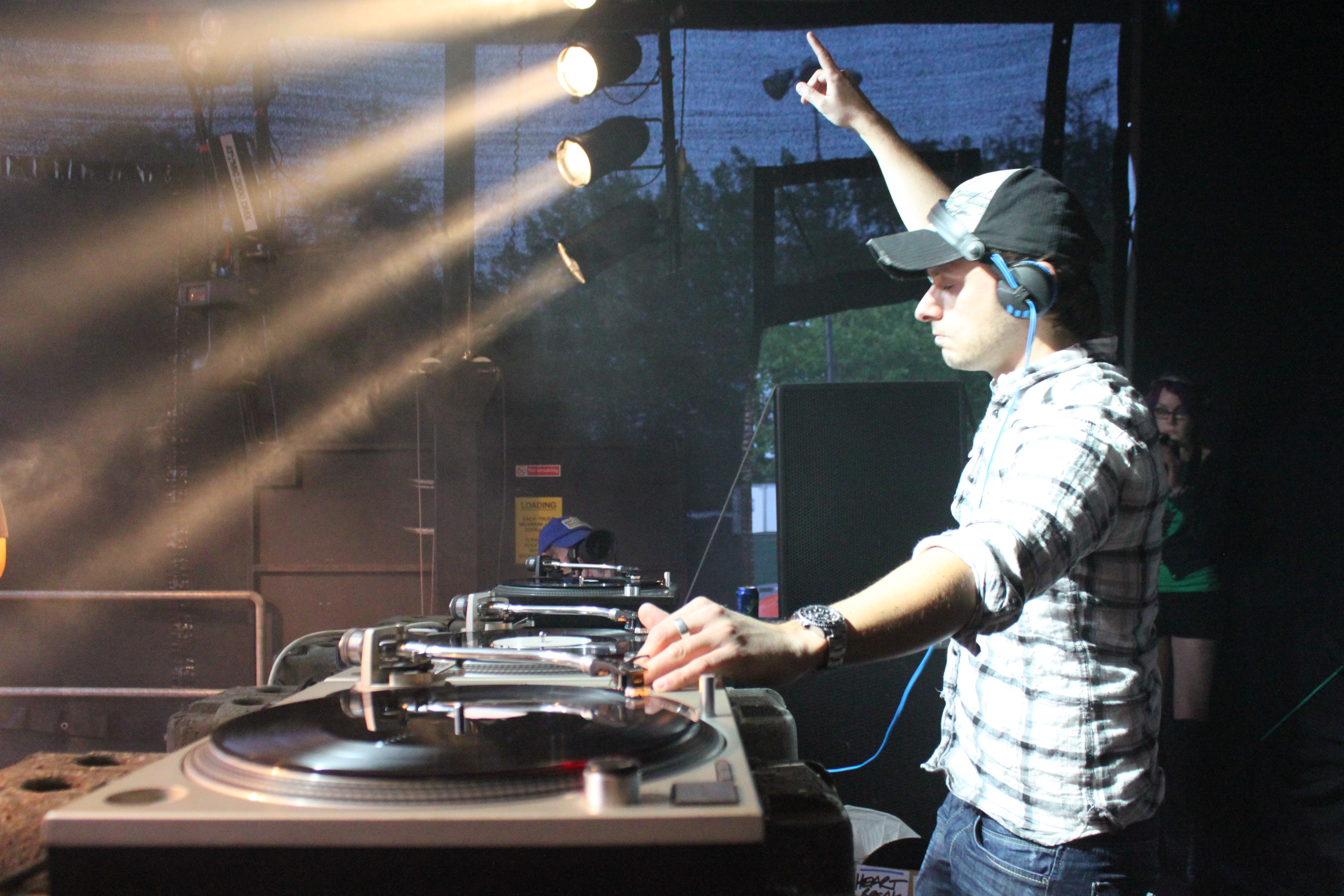
Andy C en concert en 2011.

## B
- Christoph de Babalon[13]
- The Bays[14]
- Black Sun Empire[15]
- Borgore[16]
- David Bowie (avec Earthling)[17]
- Boymerang[18]
- Elisa do Brasil[8]
- Breakbeat Era[19]

Début de page

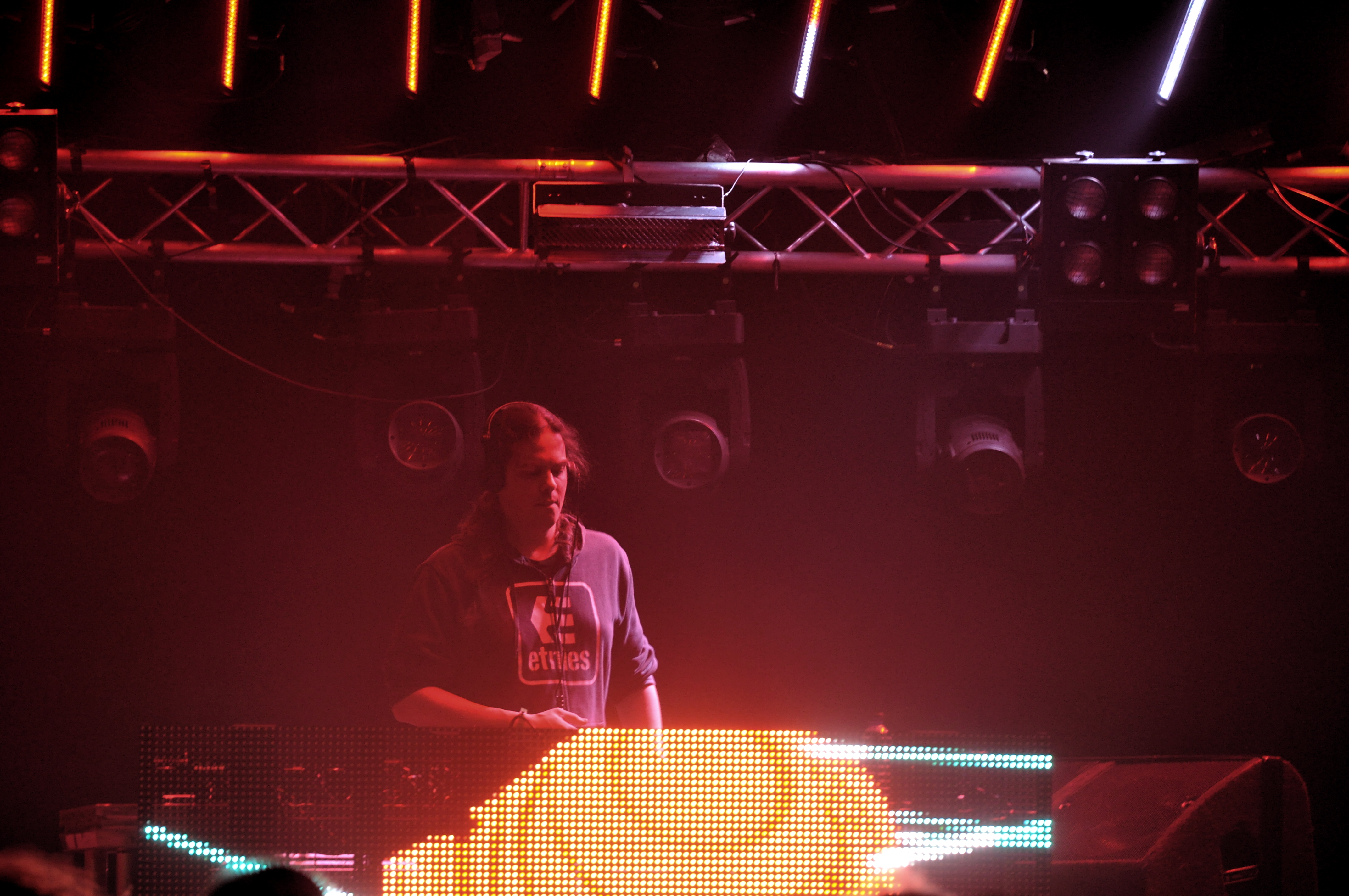
Black Sun Empire en concert en 2013.
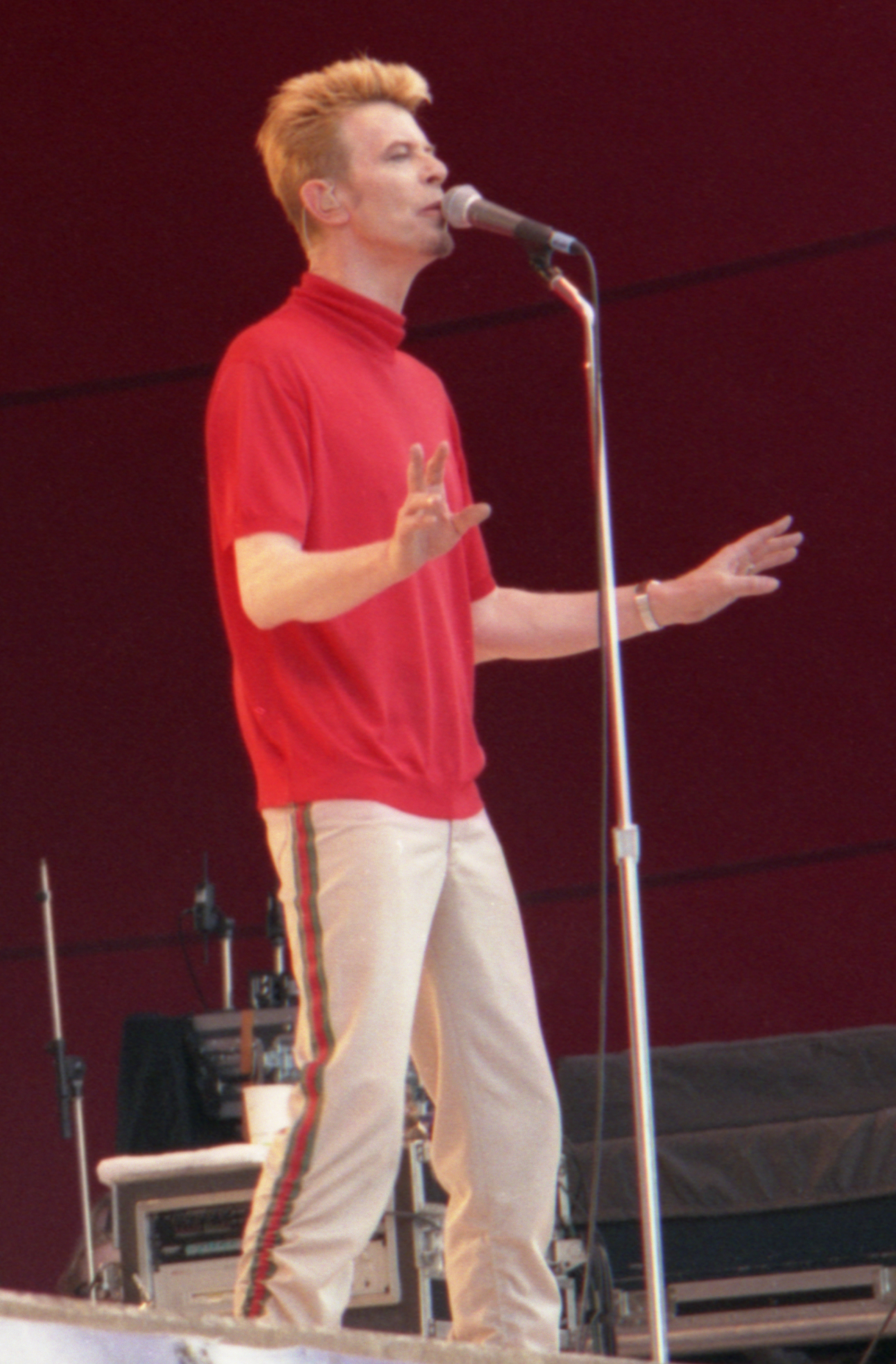
David Bowie en 1997 au Ruisrock, lors de l'Earthling Tour.
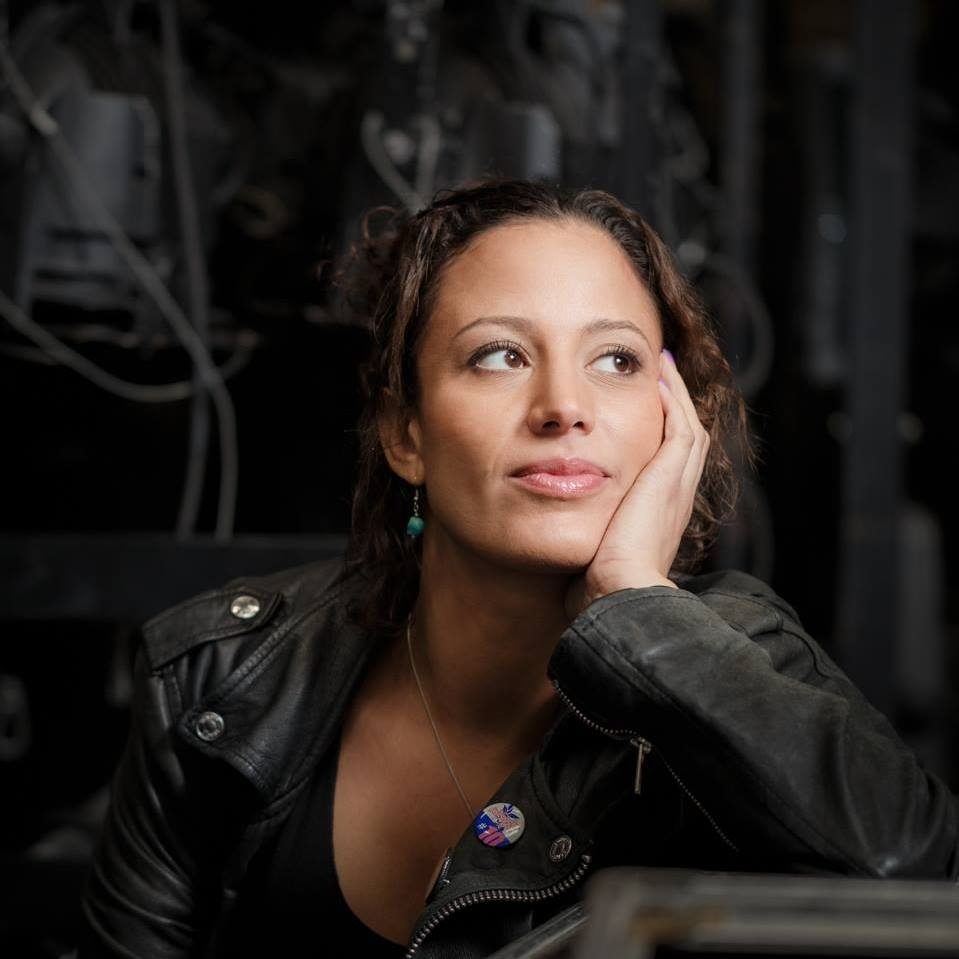
Elisa do Brasil en 2017.

## C
- Camo & Krooked[8]
- Chase and Status[9],[20],[21]
- Congo Natty[1]
- Current Value[2]

Début de page

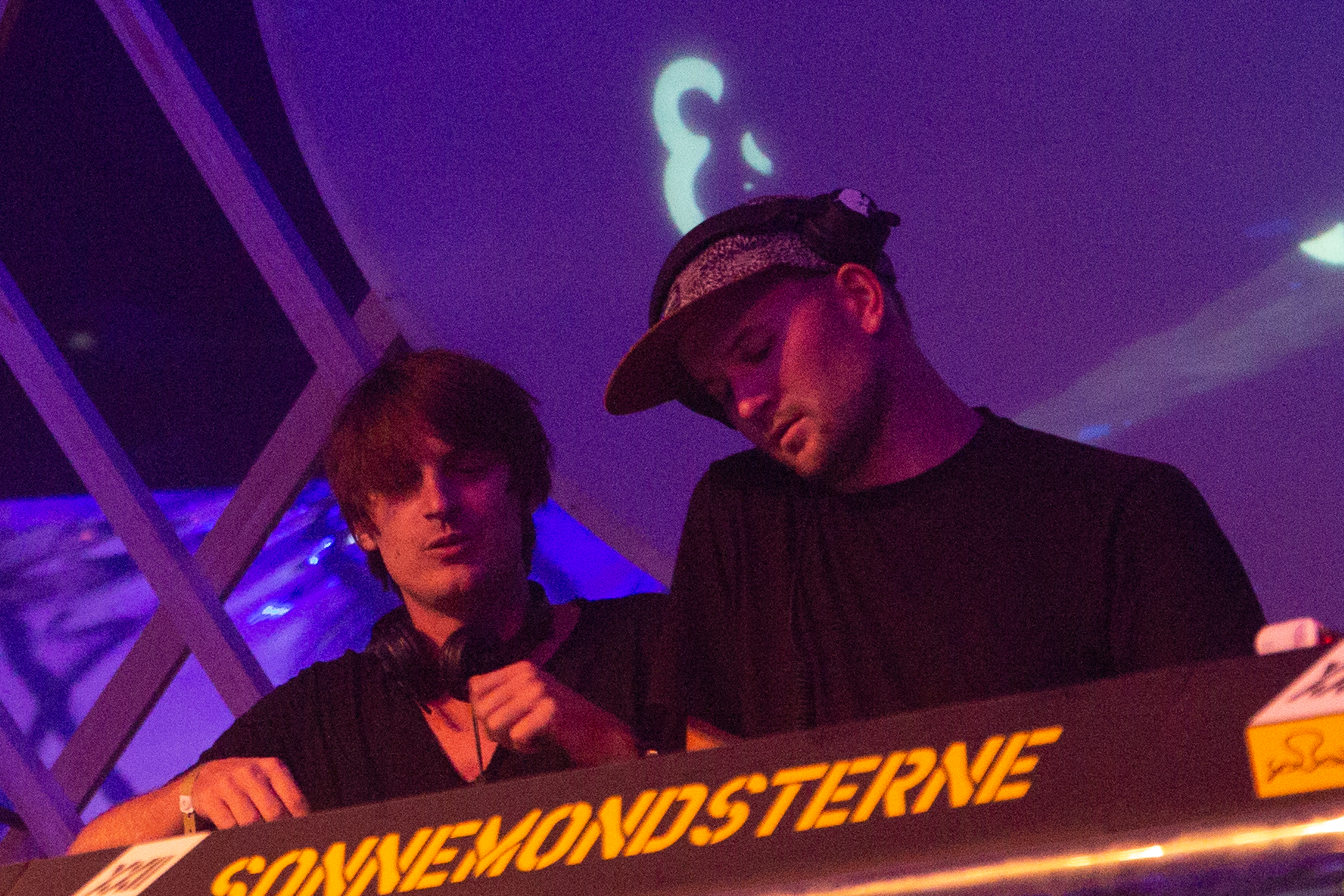
Camo & Krooked en 2018.
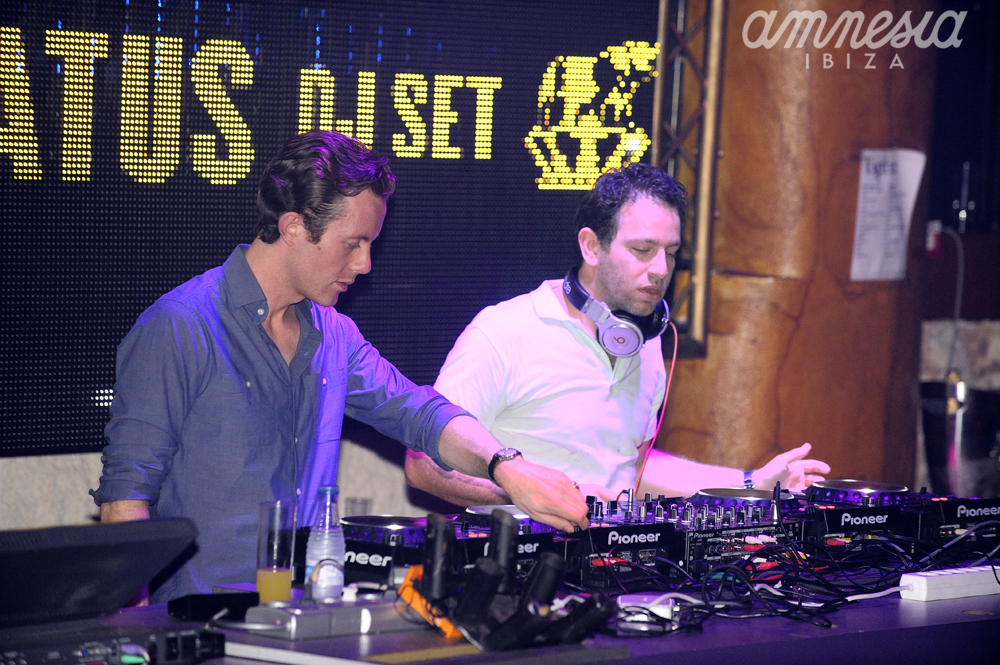
Chase and Status en 2012.
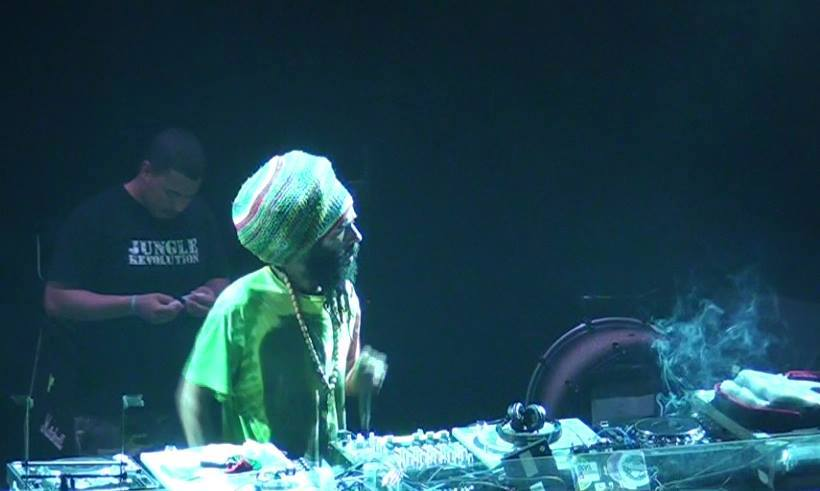
Congo Natty en 2014.

## D
- Dieselboy[22]
- Dillinja[7]
- Dirtyphonics[9]
- DJ Dara[23]
- DJ Die[24]
- DJ Fresh[25]
- DJ Hype[1],[2],[7],[9]
- DJ Kentaro[26]
- DJ Starscream[27]
- Doubleclick[2]

Début de page

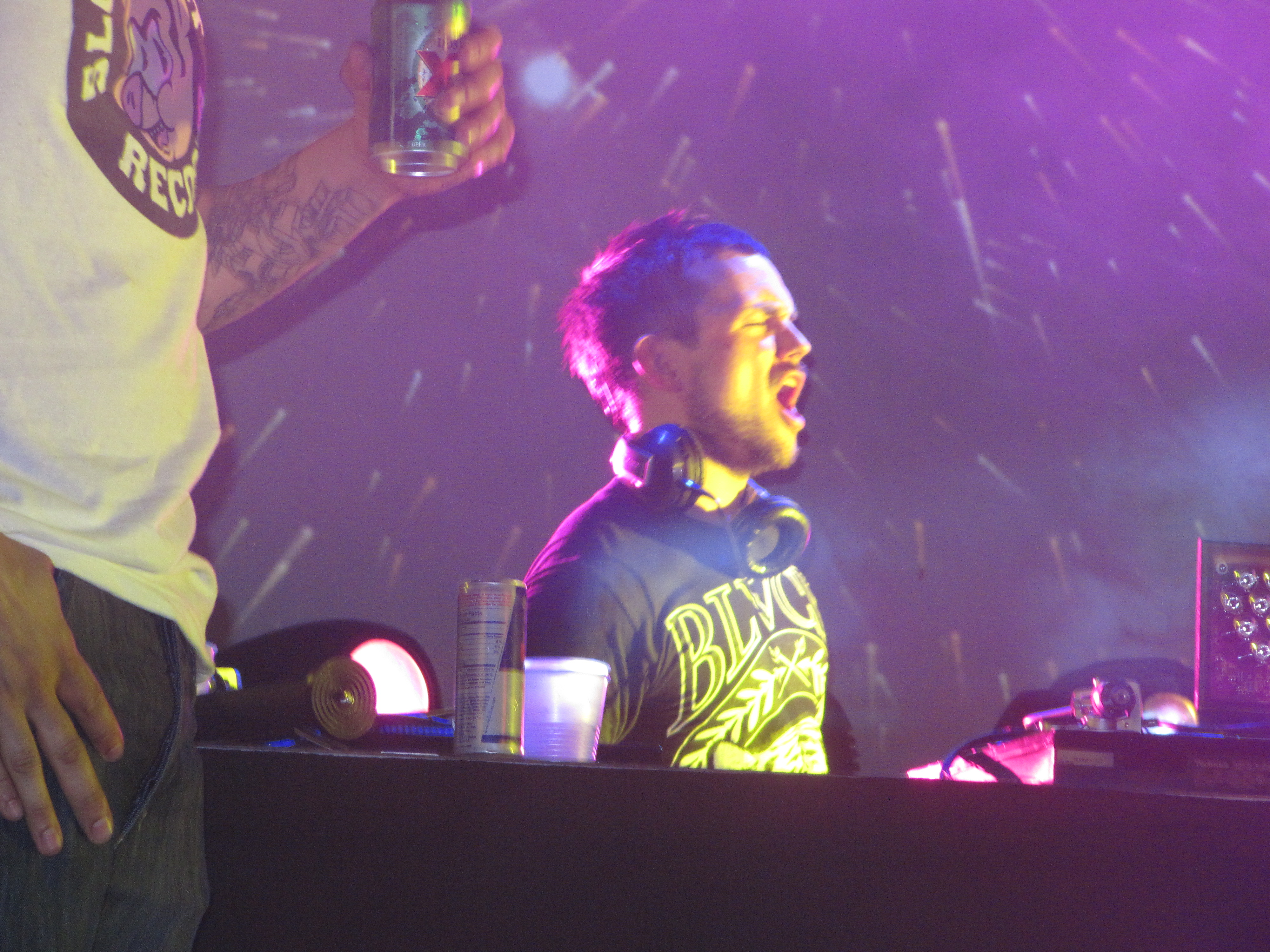
Dieselboy à Baltimore en 2010.
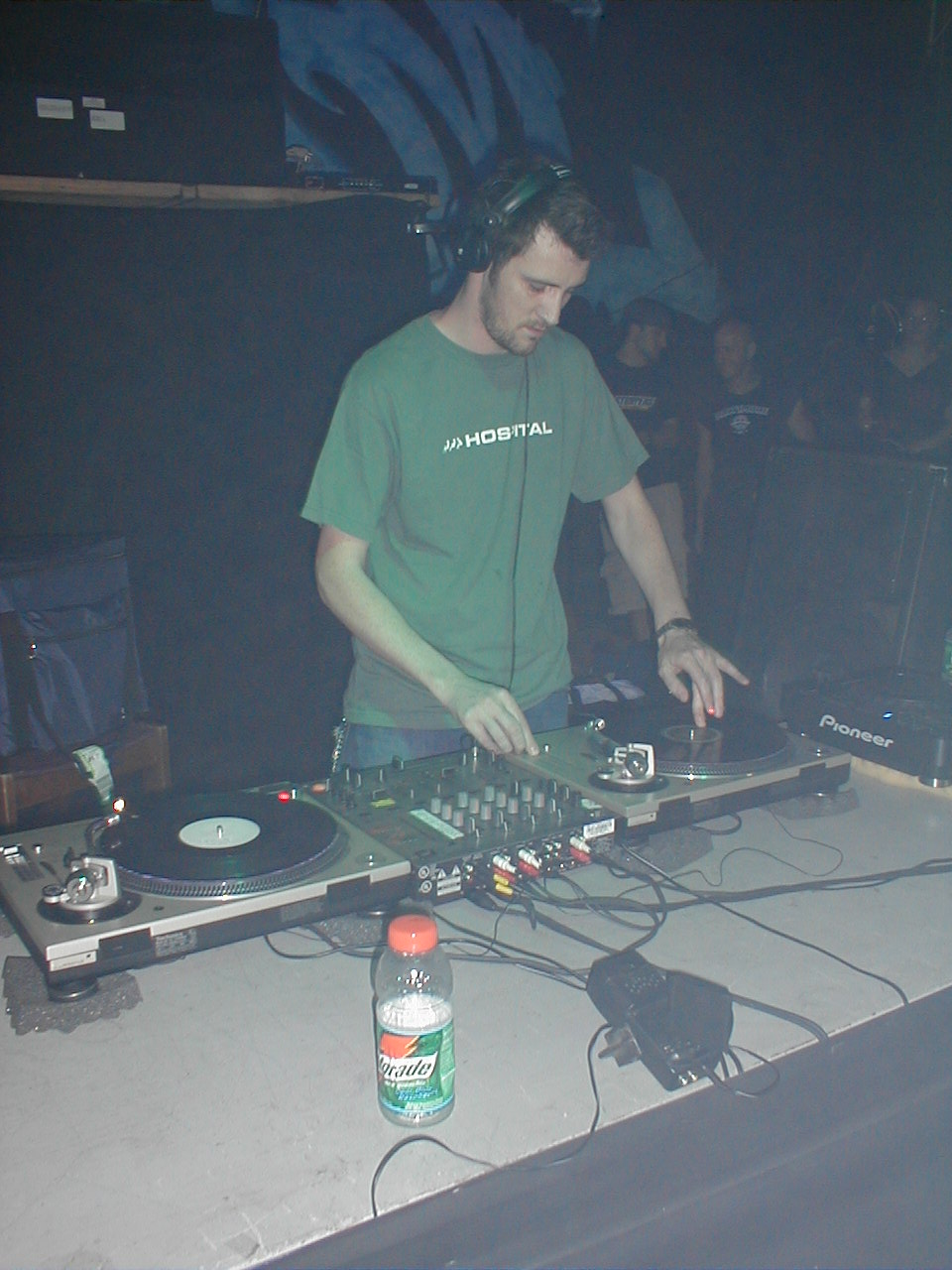
DJ Dara lors d'une rave à Springfield, dans le Massachusetts, en 2002.
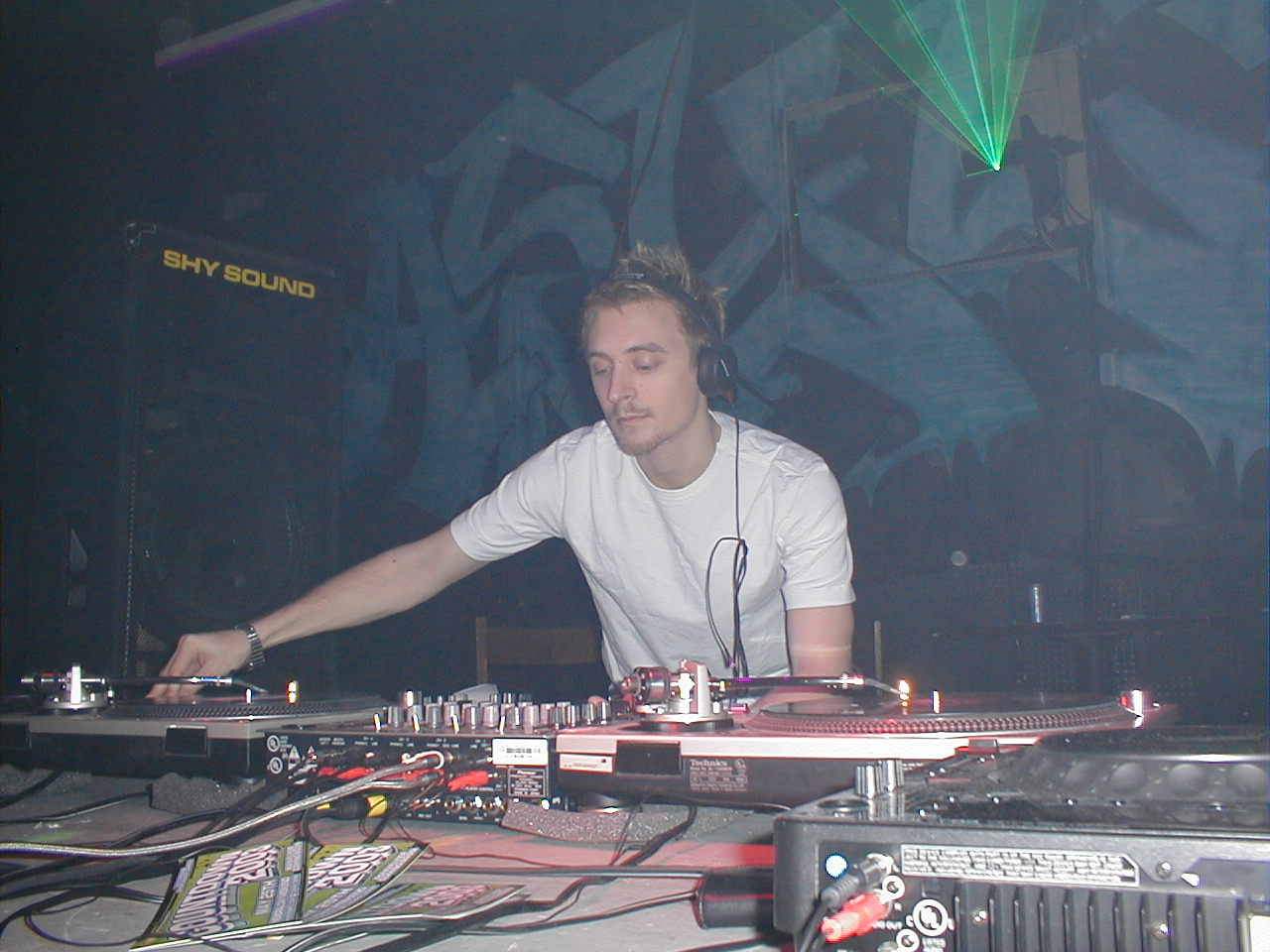
DJ Fresh lors d'une rave à Springfield, dans le Massachusetts, en 2003.

## E
- Everything but the Girl[28]
- Exile[29]
- E-Z Rollers[30]
- Elite Parker

Début de page

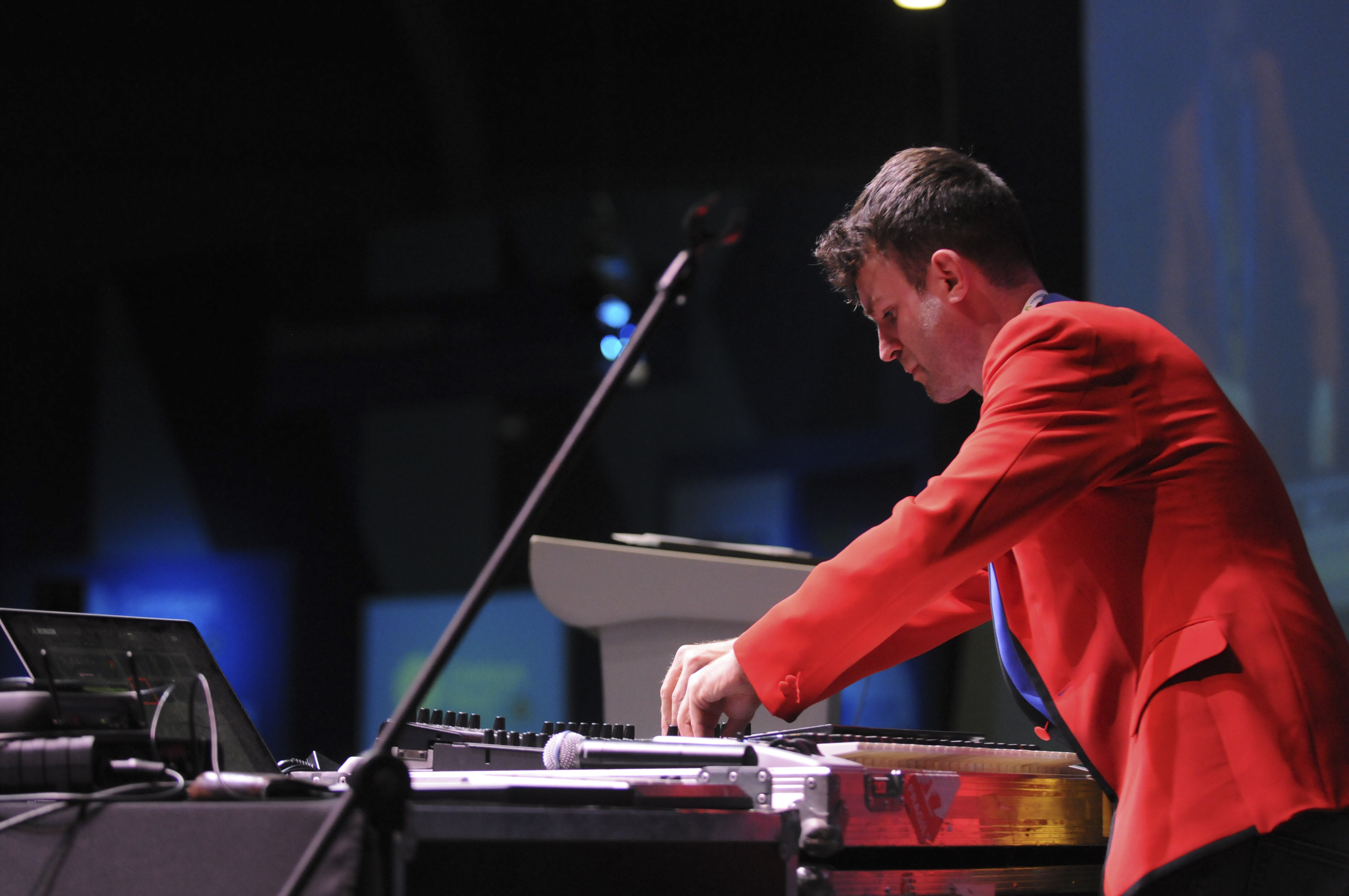
Exile lors d'une LAN party au Mexique en 2010.

## F
- The Flashbulb (débuts)[31]

Début de page

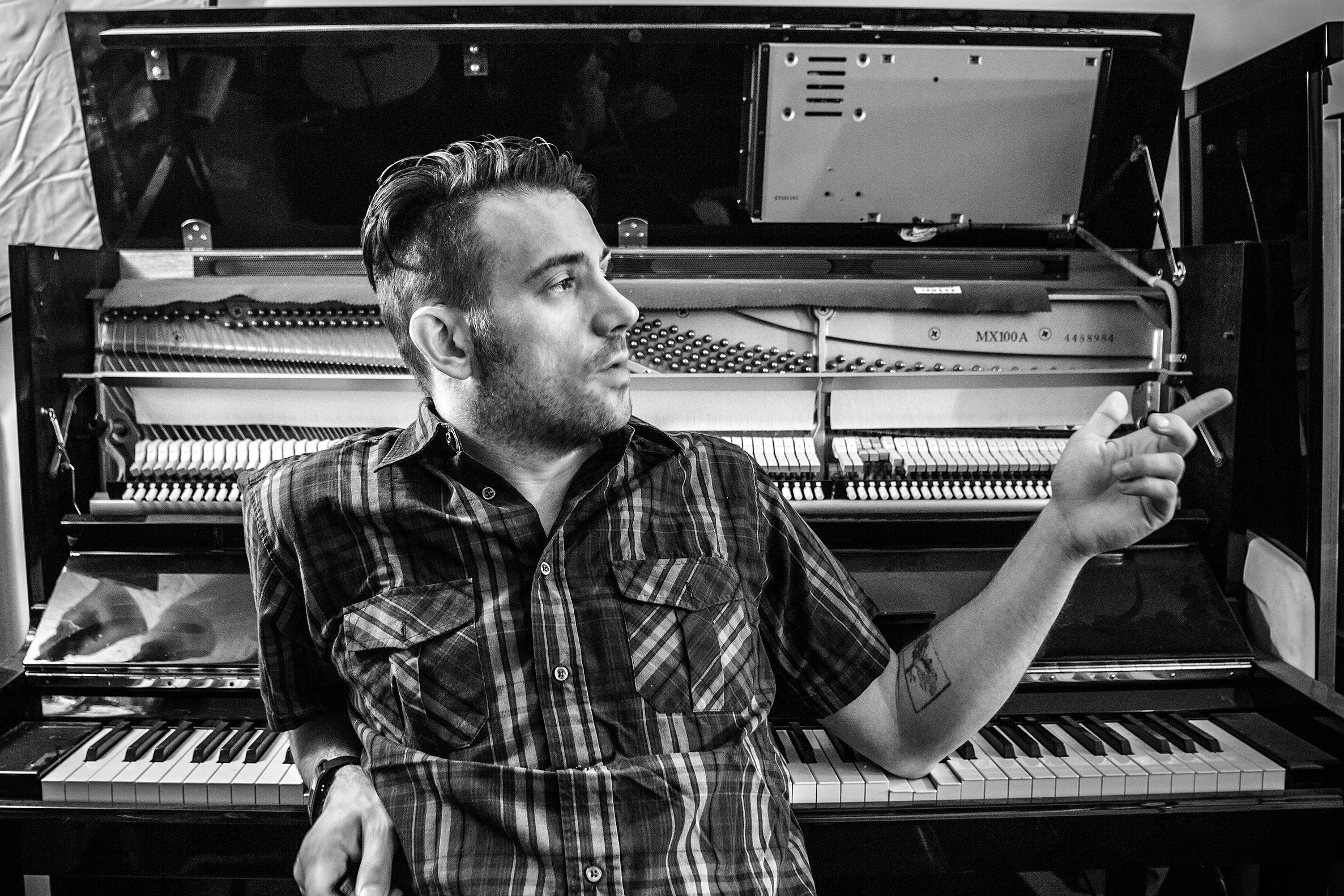
The Flashbulb en 2014.

## G
- General Levy[32]
- Gilb'R[1],[3],[12]
- Goldie[1],[2],[3],[7],[33],[34]
- Grooverider[1],[2],[7],[35]

Début de page

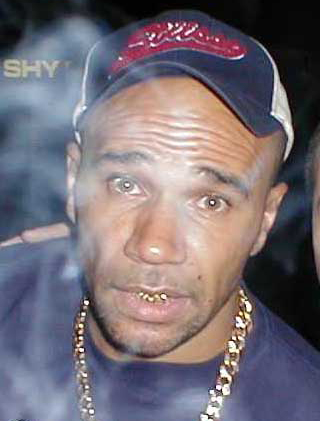
Goldie lors d'une rave à Springfield, dans le Massachusetts, en 2003.
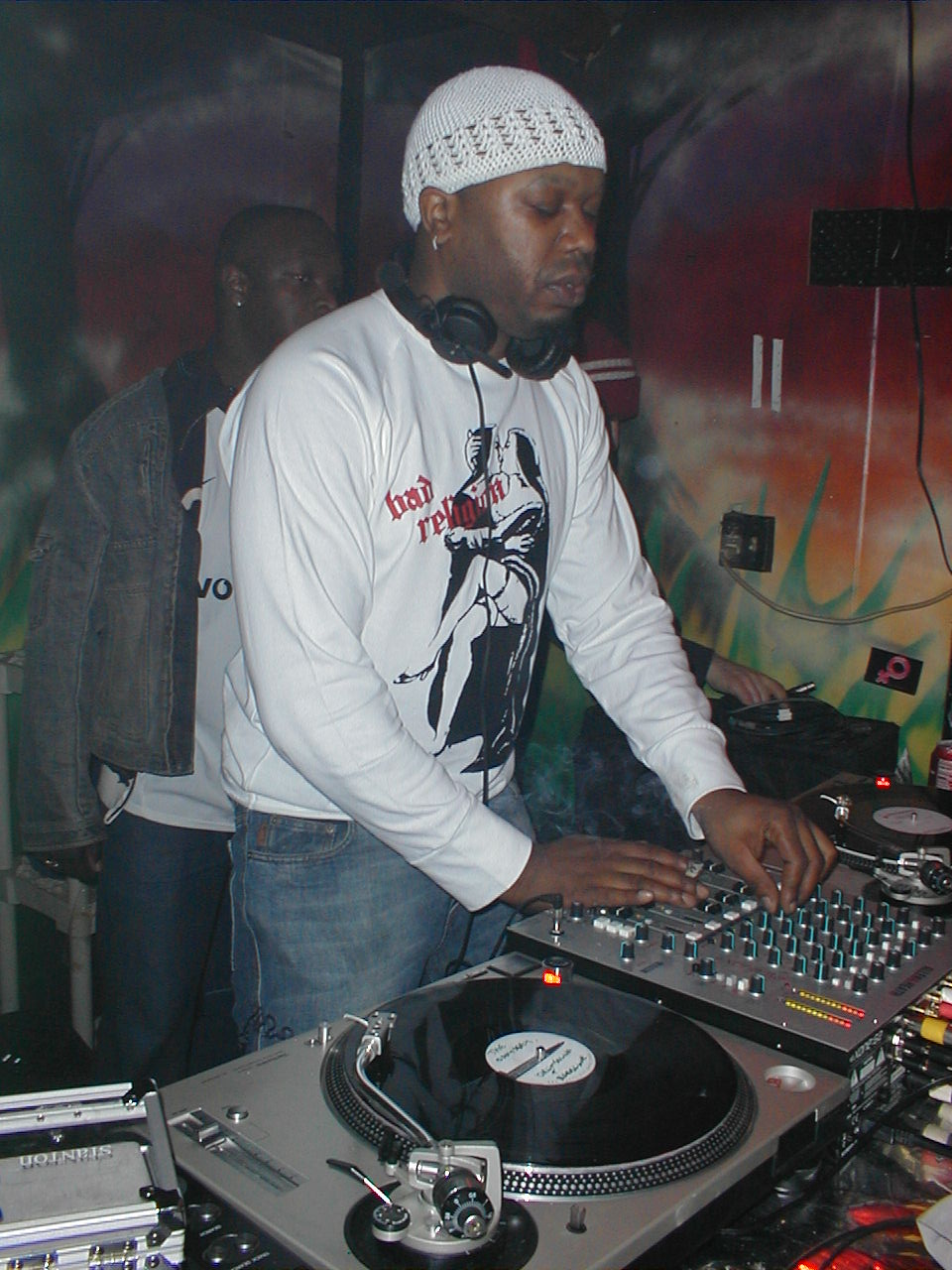
Grooverider à Hartford, dans le Connecticut, en 2004.

## I
- Interlope[1]

Début de page
Insect Kingdom

## J
- JDevil[36]
- JK Flesh[37]

Début de page

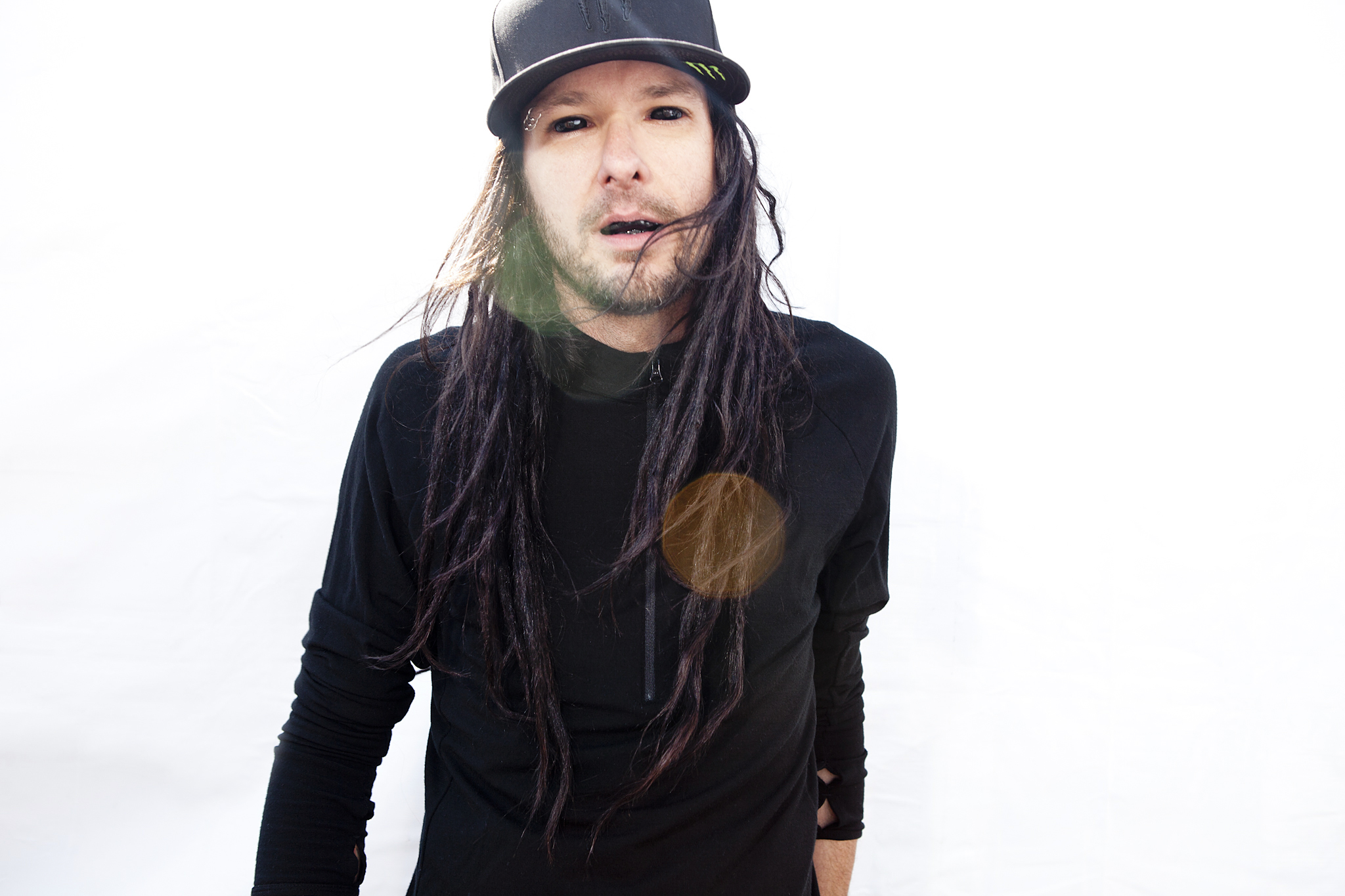
JDevil en 2012.
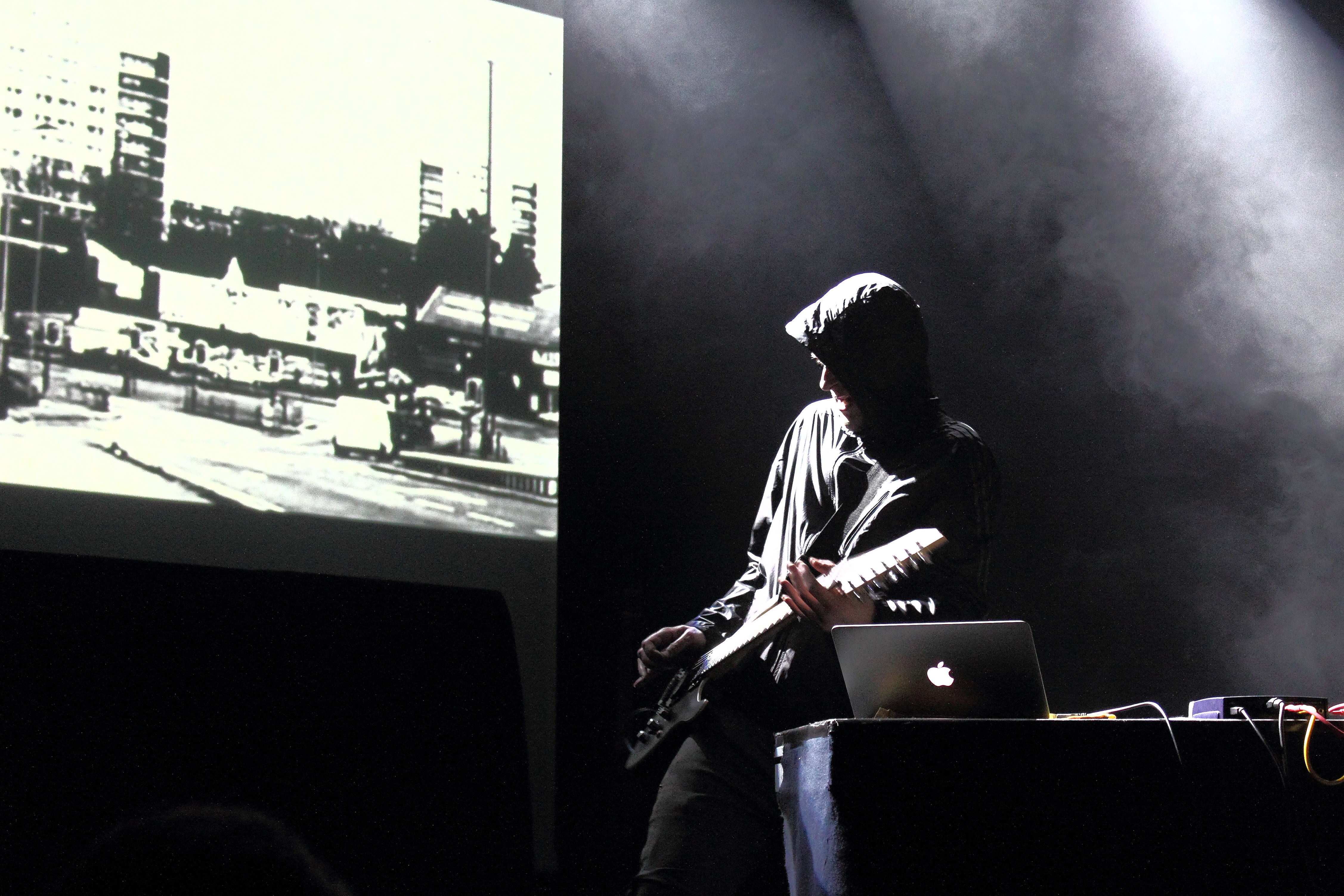
JK Flesh au Confort moderne en 2013.

## K
- Kaleidoscopio[38]
- Kosheen[20]
- Krewella[39]

Début de page

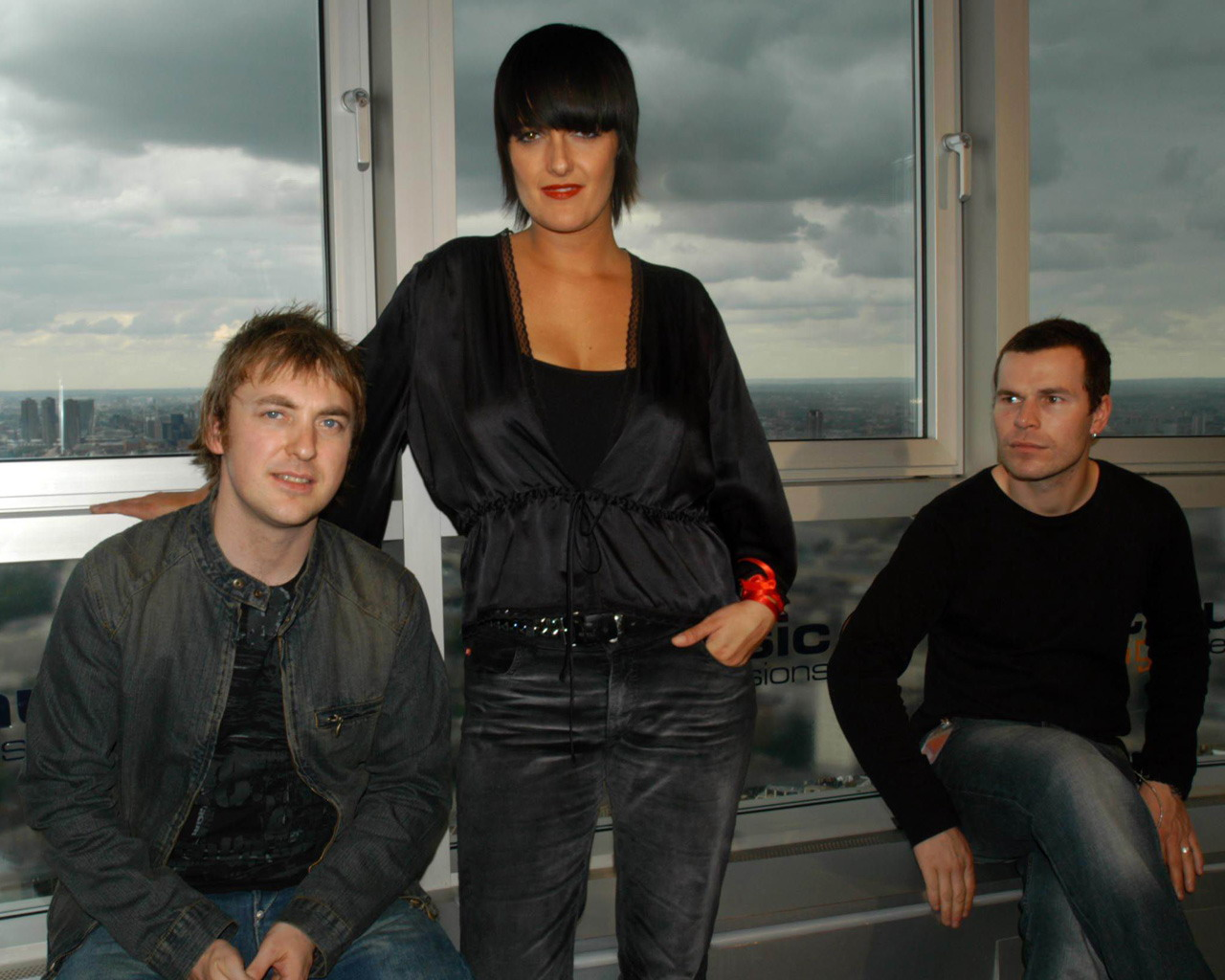
Kosheen en 2004.

## L
- Lamb[2]
- Bill Laswell (fin des années 1990)[40]
- London Elektricity[41]
- LTJ Bukem[1],[2],[7],[35],[33],[42]

Début de page

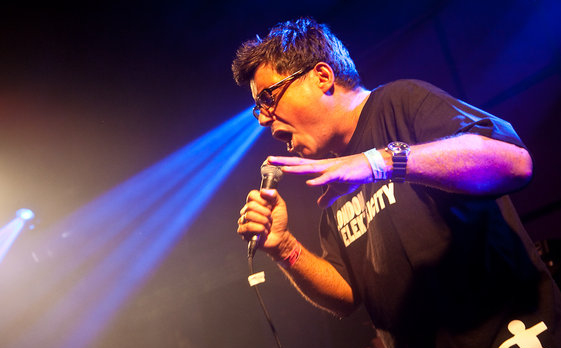
London Elektricity en concert en 2009.
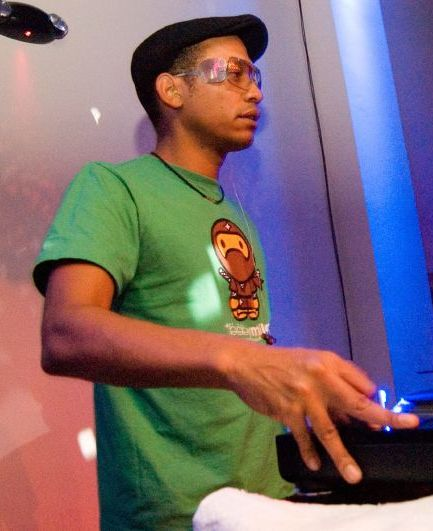
LTJ Bukem en 2006.

## M
- Jojo Mayer (avec Nerve)[43]
- Gareth McGrillen[44]

Début de page

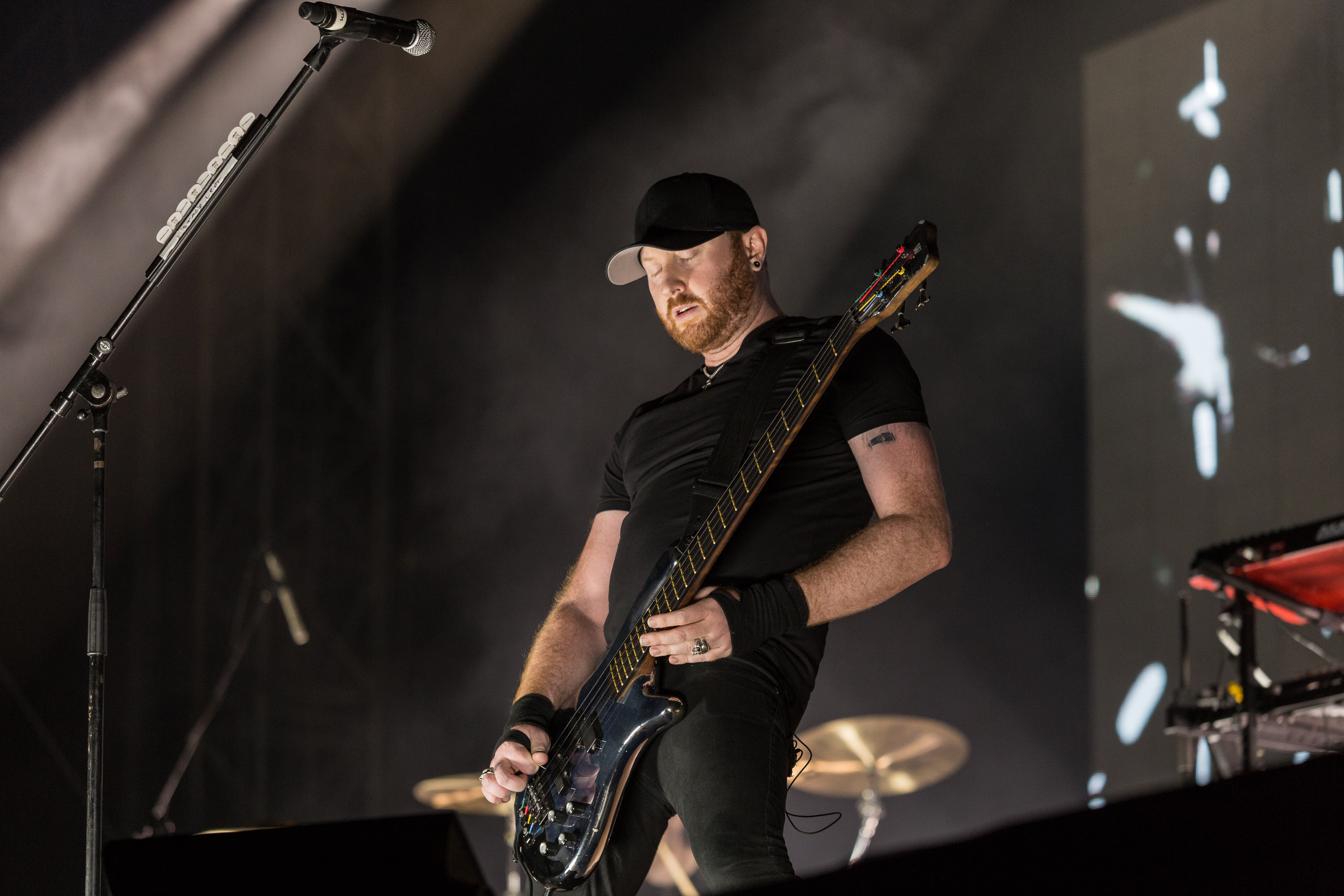
Gareth McGrillen au Nova Rock Festival en 2017.

## N
- Nero[45]
- Netsky[43]
- Noisia[1]

Début de page

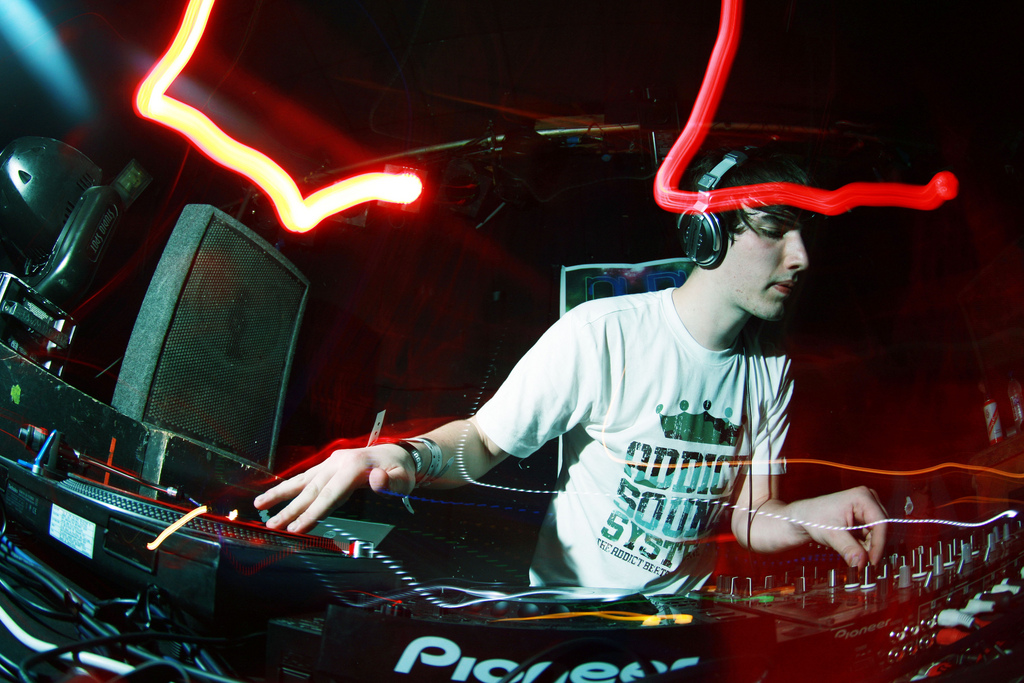
Netsky en 2008.

## P
- Michael Paradinas[46]
- Pendulum[1],[7],[20],[21],[47]
- La Phaze[3]
- Photek[1],[2],[48],[49]
- Pitchshifter[50]
- Plug[51]

Début de page

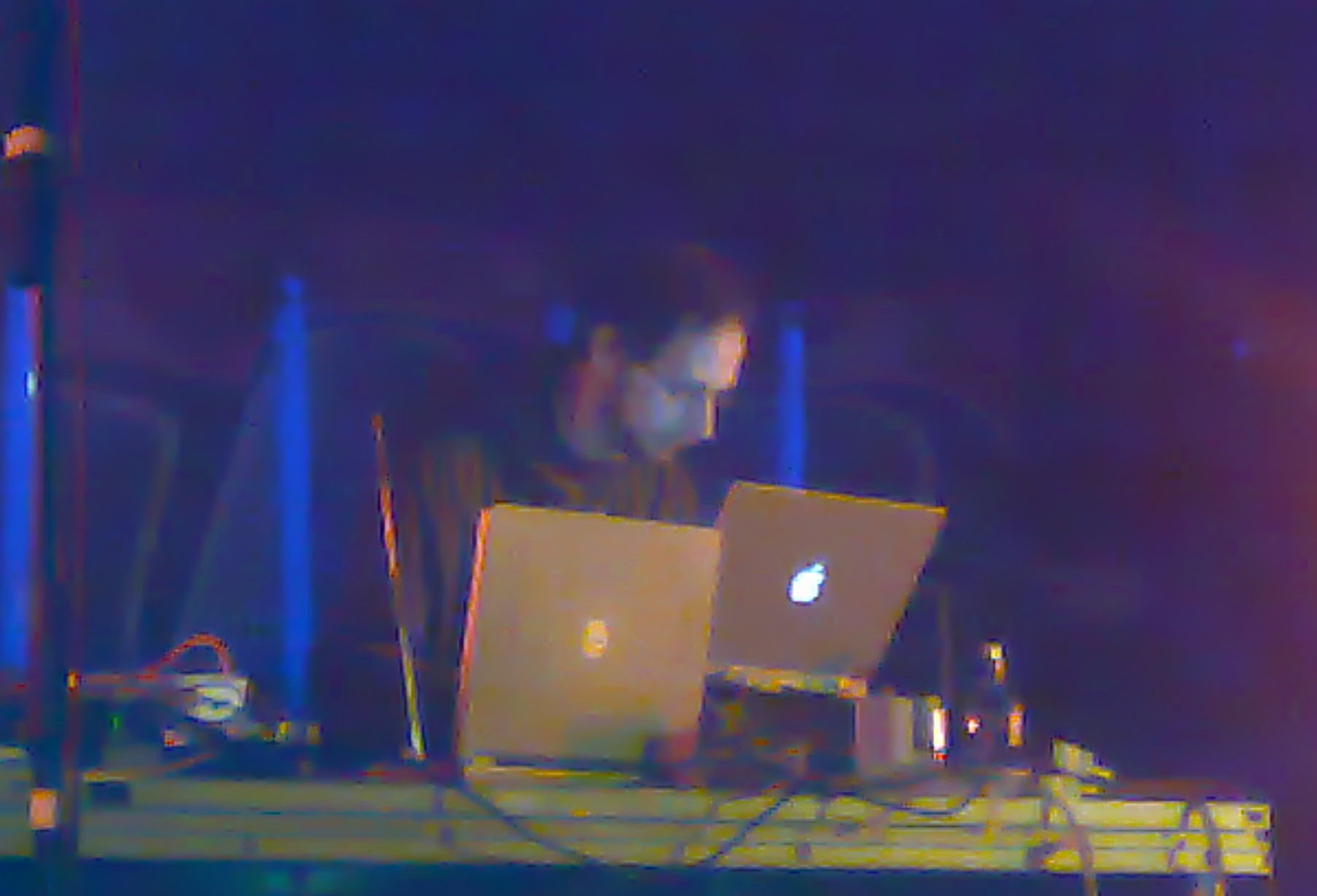
Michael Paradinas en 2007.
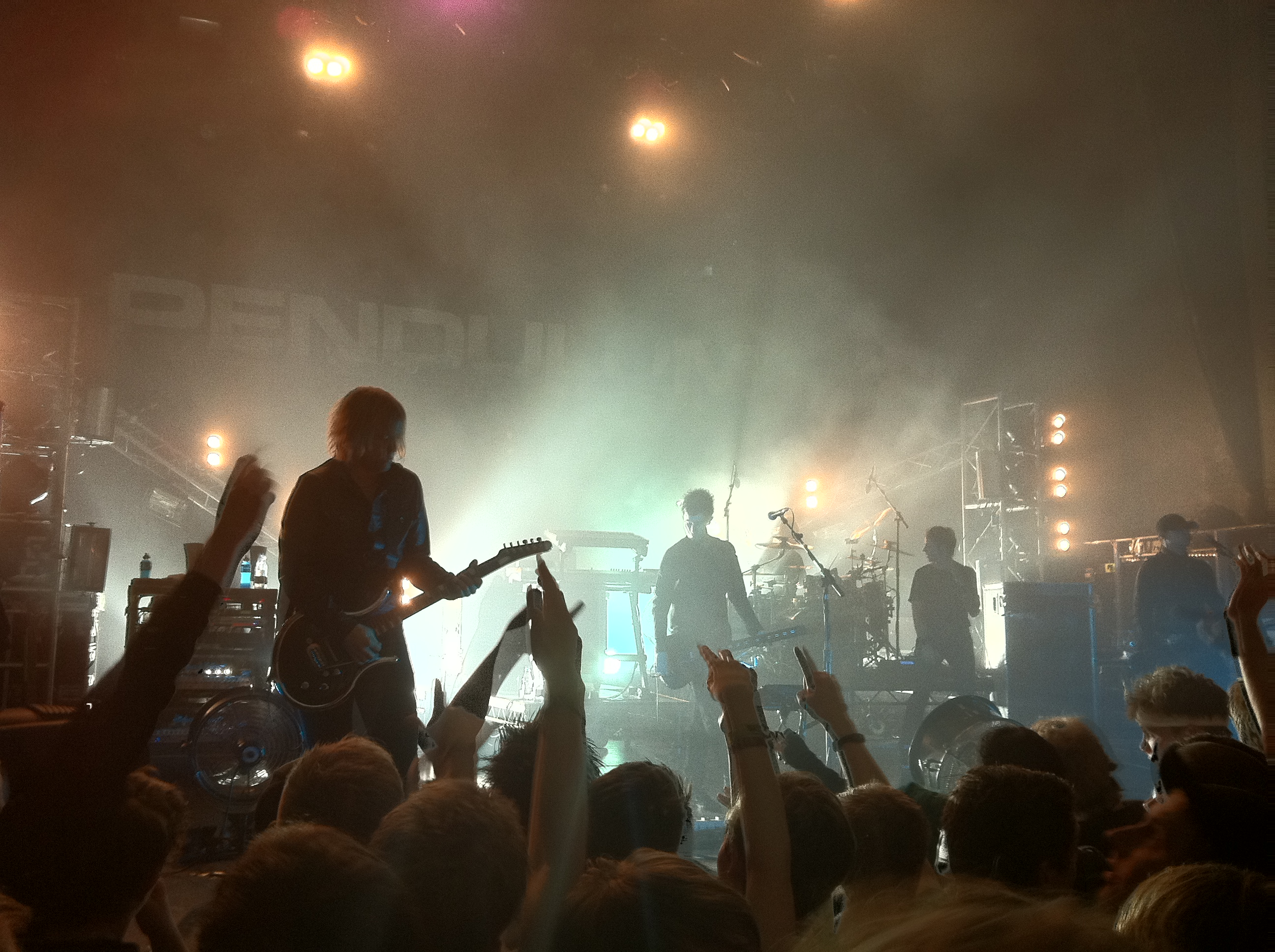
Pendulum en concert à Copenhague en 2010.
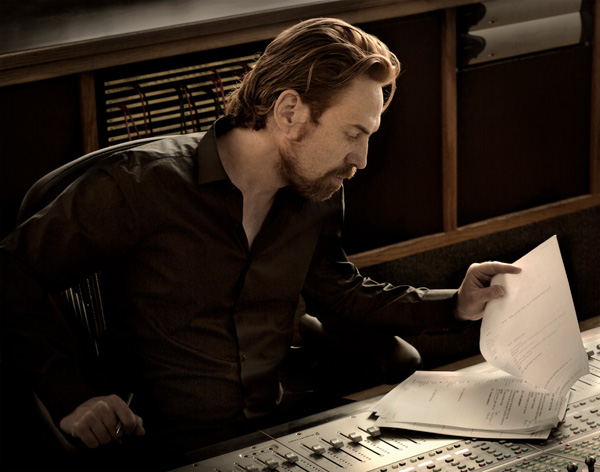
Photek en 2015.

## Q
- The Qemists[52]
- Quoit[53]

Début de page

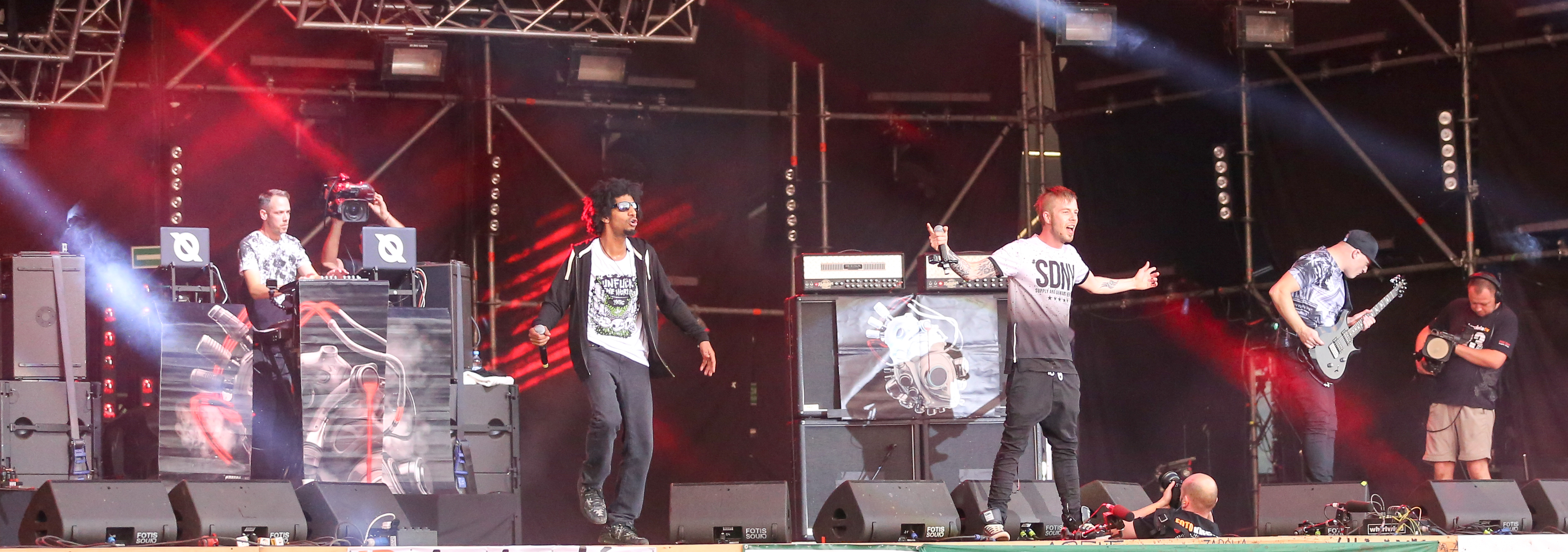
The Qemists au Przystanek Woodstock de 2017.

## R
- Bogdan Raczynski[54]
- Reprazent[2],[55]
- Rudimental[56]

Début de page

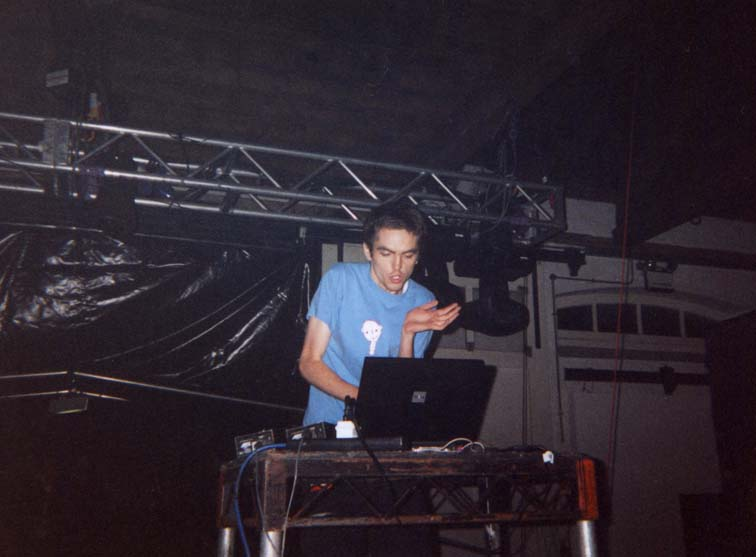
Bogdan Raczynski en 2007.
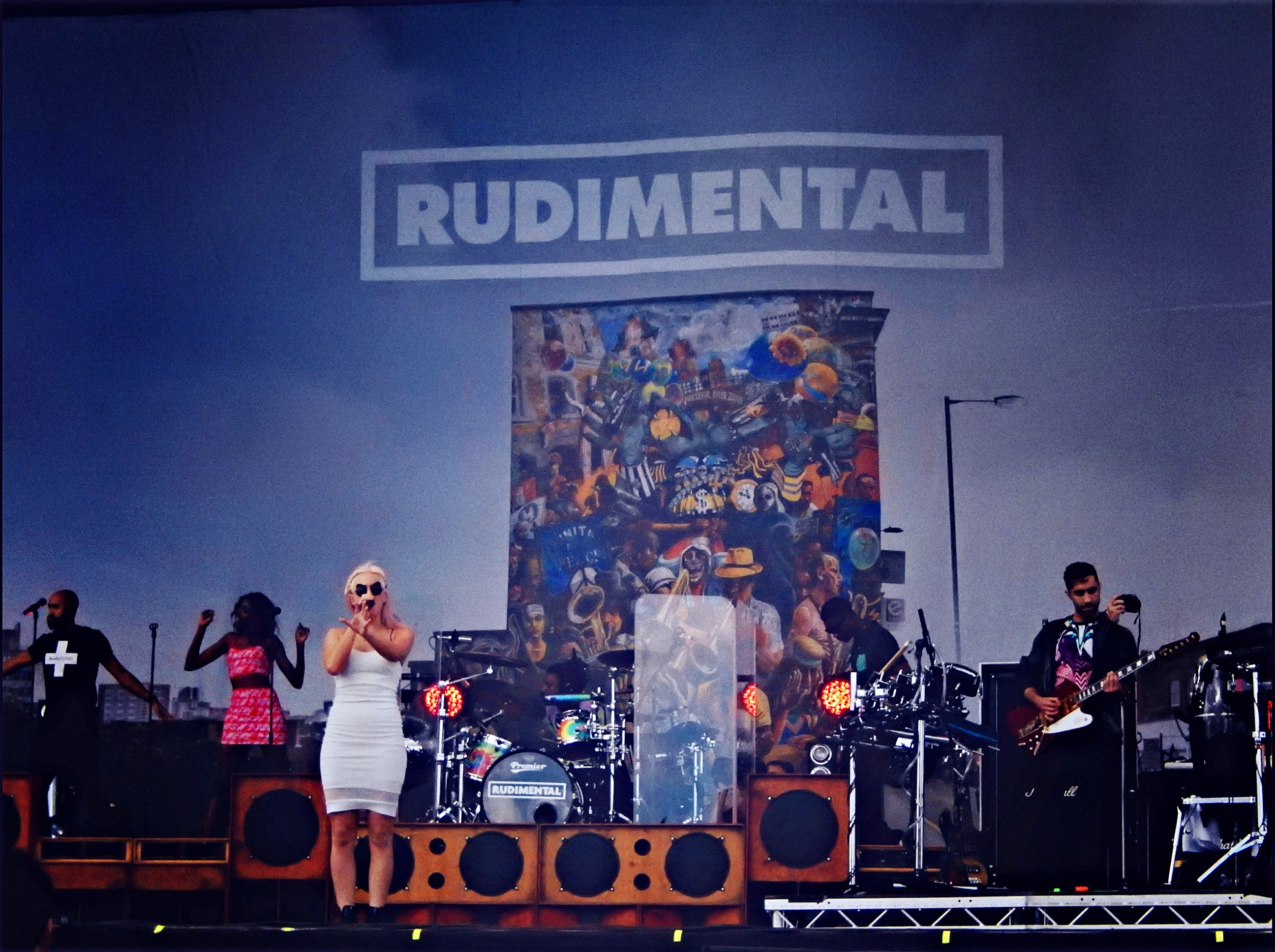
Rudimental au V Festival de 2014.

## S
- Salmonella Dub[57]
- Sigma[58]
- Talvin Singh[12]
- Roni Size[2],[24]
- Spor[59]
- Spring Heel Jack[60]
- Squarepusher[43]
- State of Bengal[12]
- Fox Stevenson[61]
- Sub Focus[21]

Début de page

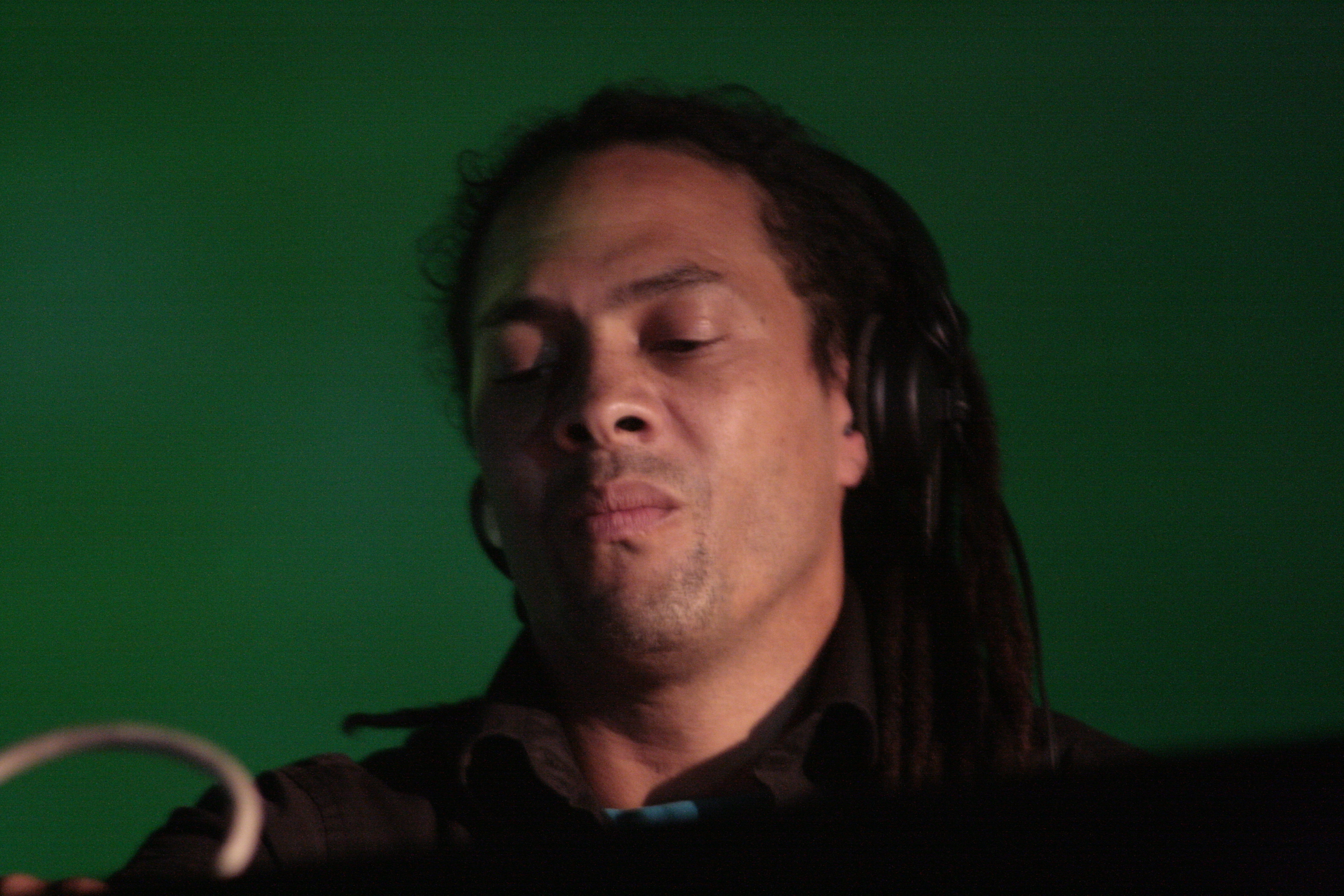
Roni Size en 2009.
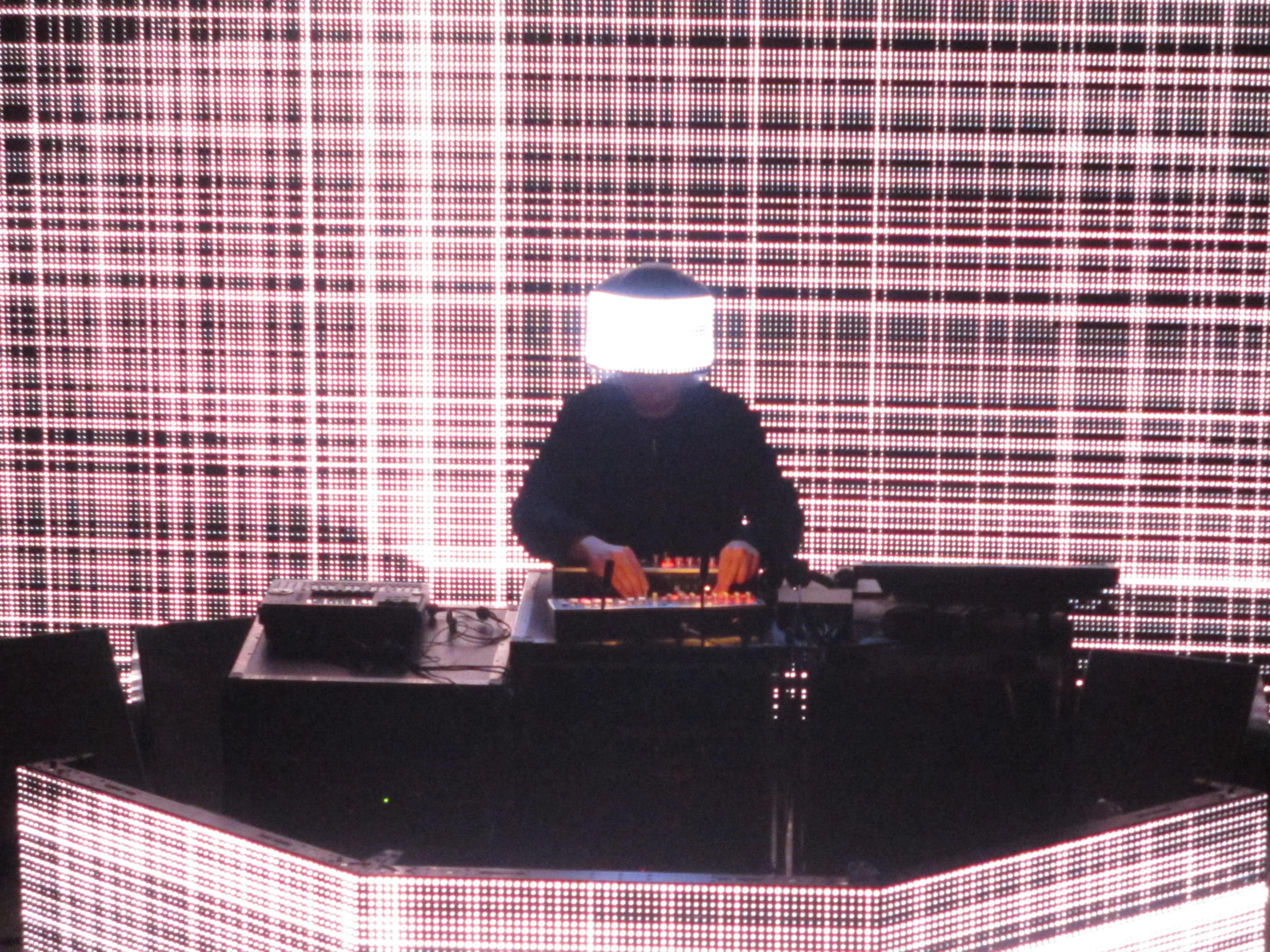
Squarepusher à Chicago en 2013.
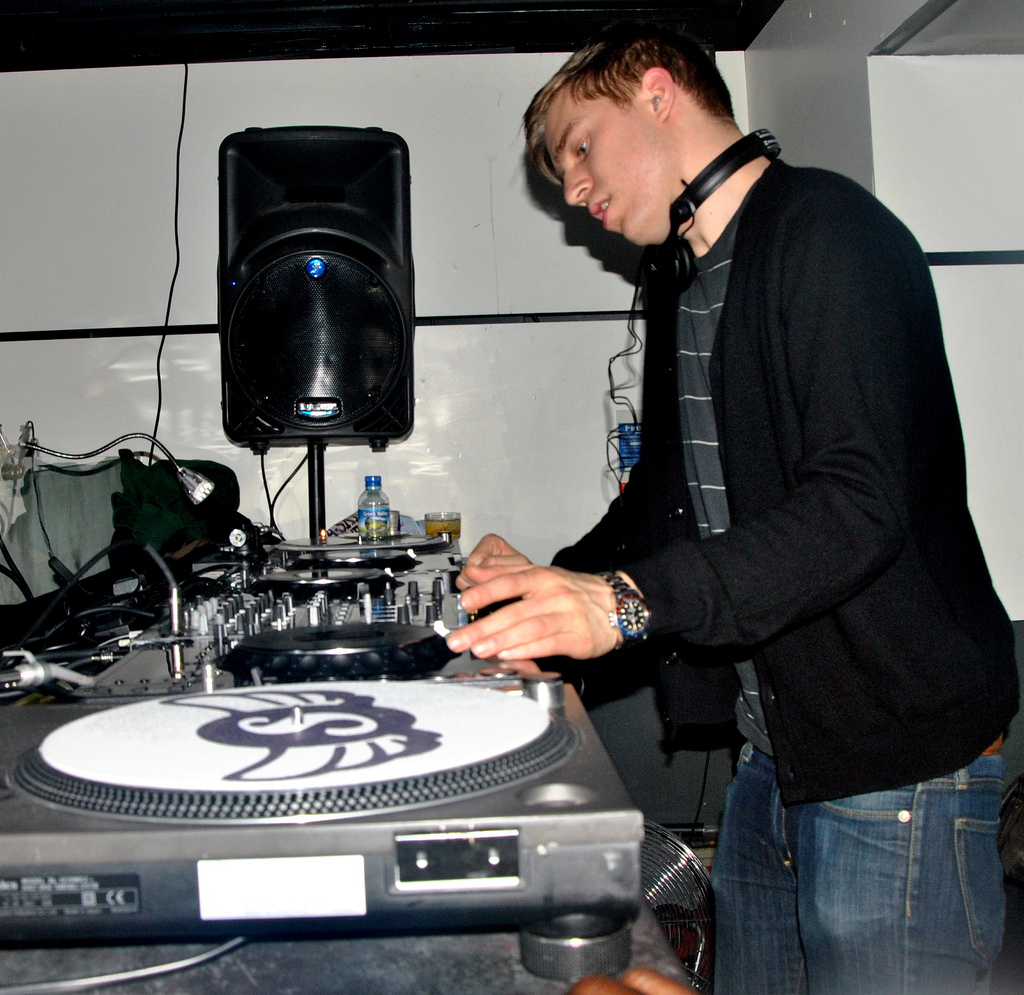
Sub Focus à Leicester en 2009.

## T
- Nobukazu Takemura[33]
- Tech Level 2[37]
- Amon Tobin[62]

Début de page

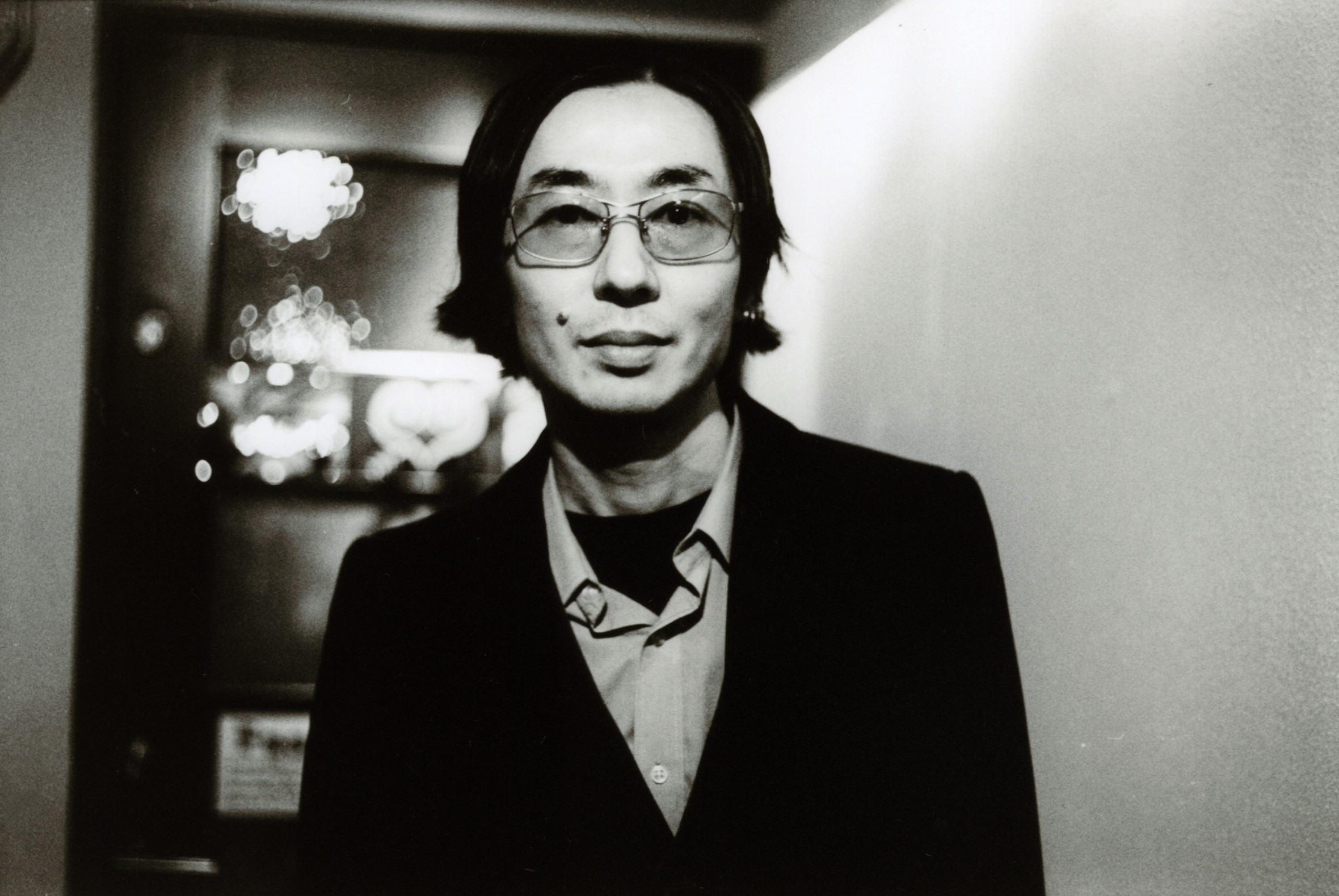
Nobukazu Takemura en 2008.
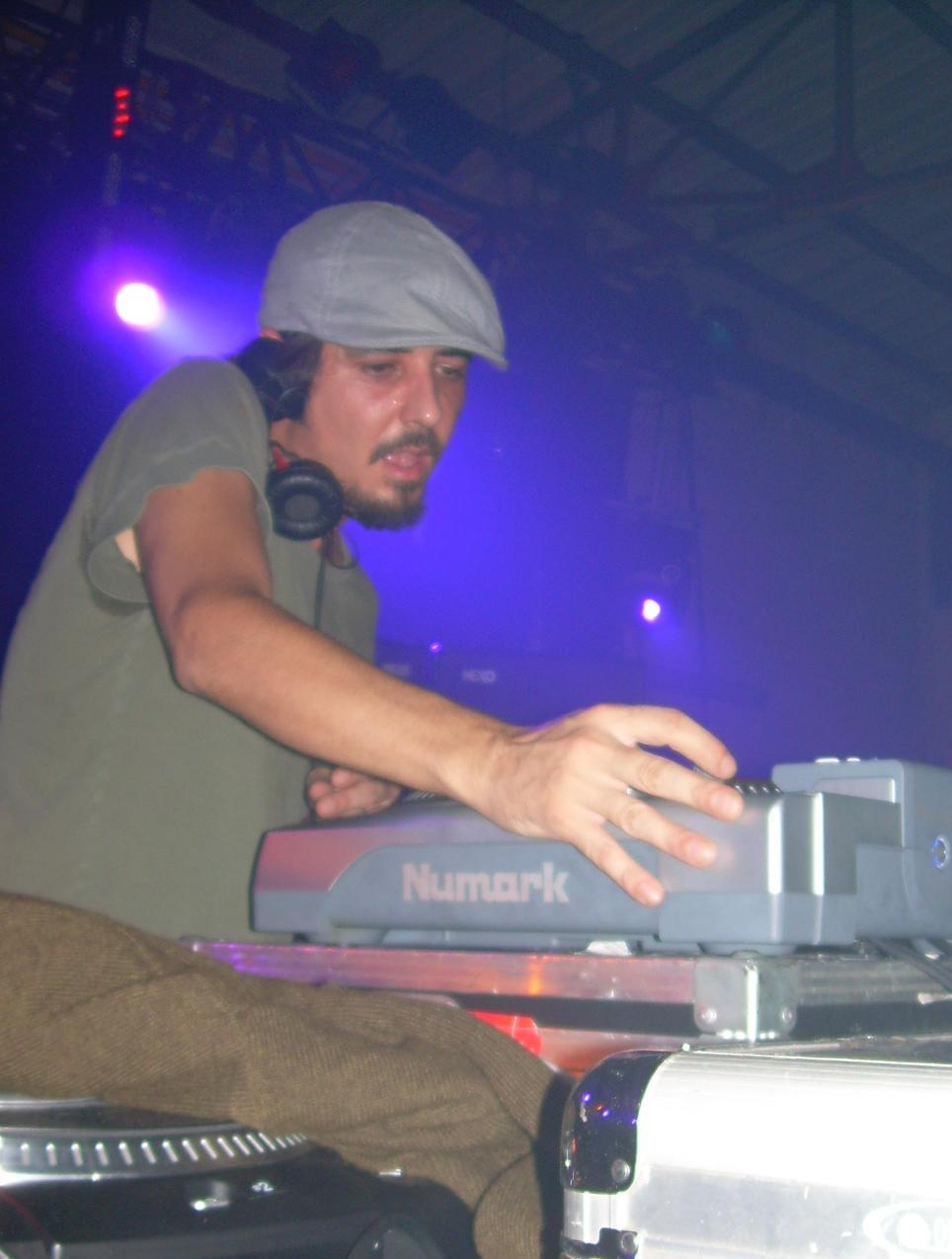
Amon Tobin aux Nuits électroniques de l'Ososphère de 2006.

## V
- Venetian Snares[63]

Début de page

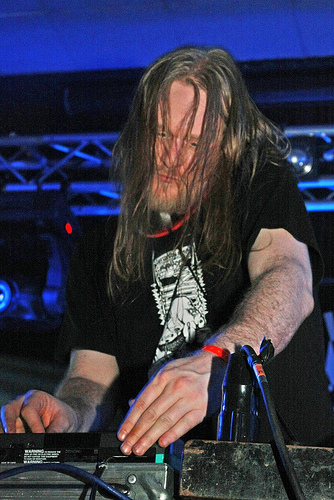
Venetian Snares en 2008.

## W
- Watcha Clan[64]

Début de page

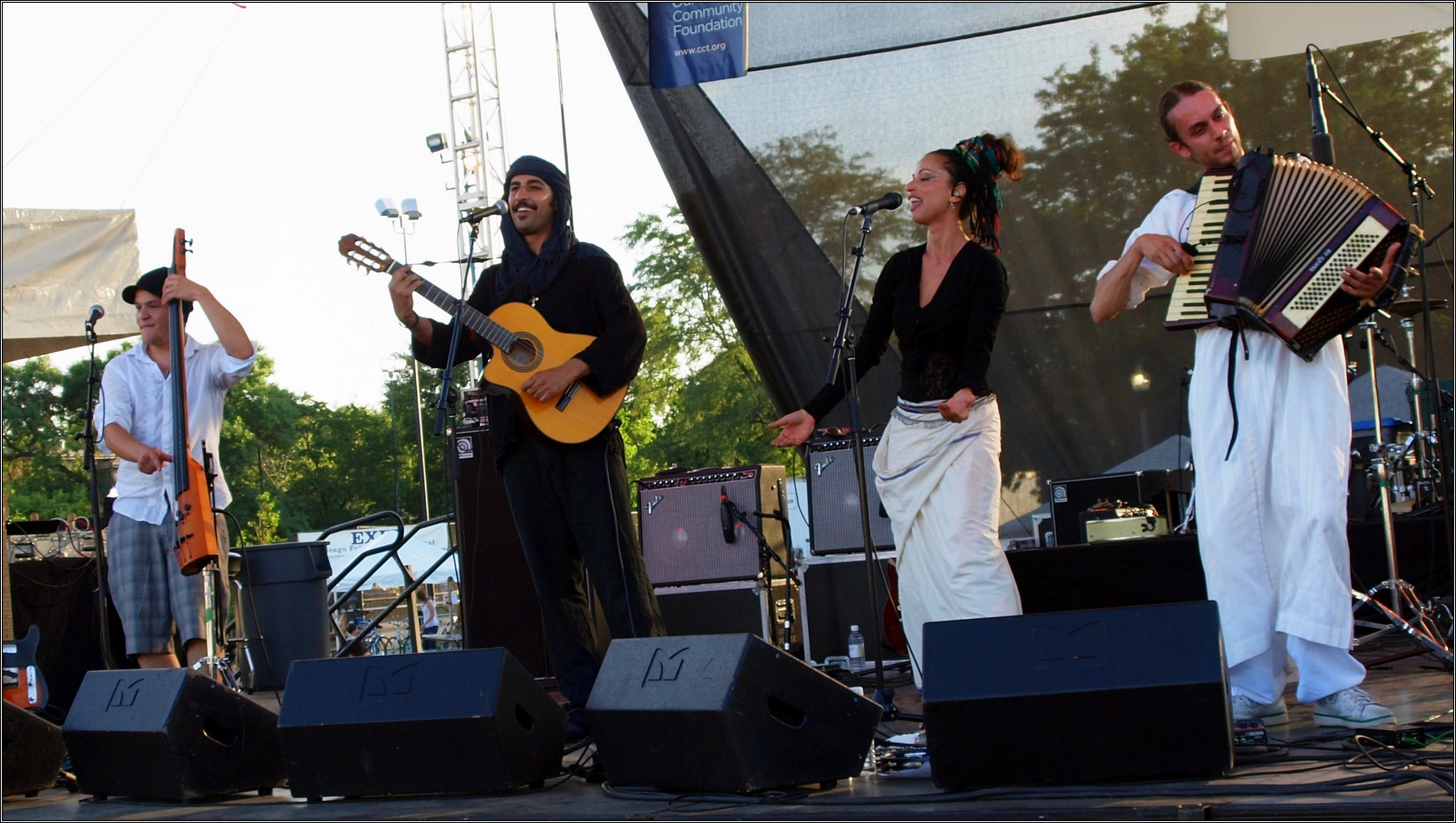
Watcha Clan en concert à Chicago en 2009.

## Y
- Youpho[37]

Début de page